# Baloncesto
El baloncesto (del inglés basketball; de basket, 'canasta', y ball, 'pelota'), también conocido como básquetbol, basquetbol o simplemente básquet, es un deporte de equipo, jugado entre dos equipos de cinco jugadores cada uno en cuatro períodos de cuartos de diez minutos cada uno, doce minutos cada cuarto en la NBA.  El objetivo del equipo es anotar puntos introduciendo un balón de baloncesto por la canasta, un aro a 3,05 metros sobre la superficie de la pista de juego del que cuelga una red. La puntuación por cada canasta o cesta es de dos o tres puntos, dependiendo de la posición desde la que se efectúa el tiro a la canasta, o de uno, si se trata de un tiro libre por una falta de un jugador contrario. El equipo ganador es el que obtiene el mayor número de puntos.
El contacto con las manos junto a la pelota debe de ser continuo y de forma consecutiva. Los jugadores, también llamados basquetbolistas o baloncestistas, no pueden trasladarse de un lado a otro sujetando la pelota, sino botándola contra el suelo. El equipo en posesión del balón o atacante, intenta anotar puntos mediante tiros, entradas a canasta o mates, mientras que el equipo defensor busca impedirlo robando la pelota o efectuando tapones. Cuando un tiro hacia la canasta fracasa, los jugadores de ambos equipos intentan atrapar el rebote.
James Naismith, un profesor canadiense de educación física, inventó el básquetbol en 1891 en la YMCA de Springfield, Massachusetts, Estados Unidos. El deporte ganó rápidamente popularidad y se expandió por las universidades y colegios norteamericanos a principios del siglo XX.
La Federación Internacional de Baloncesto (FIBA) surgió en 1932 y el deporte debutó en los Juegos Olímpicos de Verano en 1936. En 1946 se fundó la principal liga profesional de los Estados Unidos, la National Basketball Association (NBA), donde se formaron grandes jugadores que contribuyeron a la creciente popularidad del baloncesto: Wilt Chamberlain y Bill Russell en los años 1960 y, posteriormente, Kareem Abdul-Jabbar, Moses Malone, Larry Bird, Magic Johnson, Kobe Bryant, Stephen Curry, Michael Jordan y LeBron James, estos dos últimos considerados por muchos como los dos mejores jugadores de la historia.
El baloncesto es uno de los deportes más practicados del mundo, con más de 450 millones de jugadores en 2013. Se juegan numerosas ligas y campeonatos en el mundo entero, sobre todo en Europa y más recientemente en Asia, donde el deporte ha despuntado en el siglo XXI. Las mujeres representan una buena parte de los practicantes, a pesar de una exposición menor en los medios del baloncesto femenino. Se han desarrollado algunas variantes, como el baloncesto en silla de ruedas para deportistas discapacitados, el streetball y el baloncesto 3x3. Existe una cultura específica surgida a partir del deporte que se expresa en la música, la literatura, el cine y los videojuegos.

## Historia del baloncesto
El baloncesto nació como una solución a la necesidad de realizar alguna actividad deportiva durante el invierno, en la escuela de la YMCA (Young Men's Christian Association) de Springfield, Massachusetts. En 1891, James Naismith, profesor de educación física en la escuela, ideó el baloncesto como una actividad recreativa con una pelota basado en trece reglas. El juego se extendió por Estados Unidos, Canadá y el resto del mundo. Muchas de las reglas iniciales se mantienen hasta la actualidad, aunque algunos aspectos del juego tuvieron que modificarse para responder a desarrollos en la técnica de los jugadores y aspectos no previstos en el desarrollo del juego.

### Comienzos

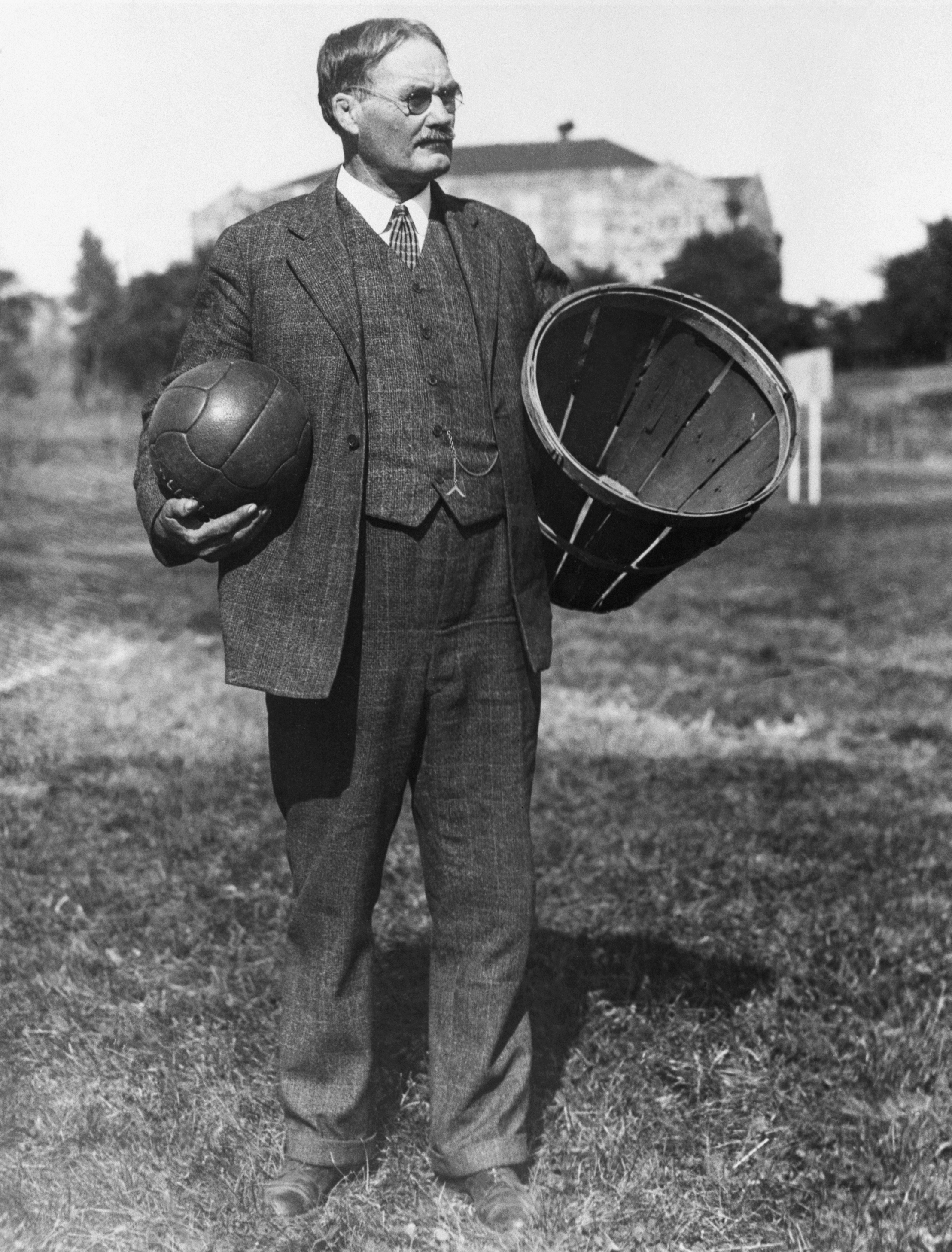
James Naismith, inventor del básquetbol, con un balón y una canasta

En 1891, James Naismith intentaba idear un deporte que sus alumnos pudieran jugar bajo techo, pues los duros inviernos en Nueva Inglaterra dificultaban la realización de ejercicio al aire libre. Las actividades de educación física que se practicaban en la época se basaban en los métodos alemanes, monótonos y poco indicados para un grupo de jóvenes llenos de energía. Naismith se inclinaba por un juego de pelota, para motivar mejor a sus alumnos, pero los deportes populares por entonces se caracterizaban predominantemente por el uso de la fuerza o el contacto físico y eran inadecuados para practicarlos en un gimnasio. Aunque a veces se mencionan los antiguos juegos de pelota pok-ta-pok y tlachtli —de origen maya y azteca respectivamente— como antecedentes del baloncesto moderno, según su inventor, la idea de utilizar los tiros a una canasta como objetivo del juego provino de un antiguo juego de su infancia denominado duck on a rock —o 'pato sobre una roca'— que consistía en alcanzar un objeto colocado sobre una roca lanzándole una piedra. Naismith encargó cajas de unos 50 cm³ para utilizar como blanco, pero el bedel del colegio solo logró conseguirle unas cestas de melocotones, que mandó colgar en las barandillas de la galería superior que rodeaba el gimnasio, a una determinada altura.
Como Naismith contaba con 18 alumnos, decidió que los equipos estuviesen formados por nueve jugadores cada uno e impuso 13 reglas. Pronto el número de jugadores se redujo a siete, y, en 1896, al actual de cinco jugadores.
El tablero surgió para evitar que los seguidores situados en la galería donde colgaban las cestas, pudieran entorpecer la entrada del balón. La introducción del tablero, a comienzos del siglo XX, dio lugar a la jugada llamada rebote, que ha pasado a ser fundamental en el juego. Las cestas de duraznos dieron paso a aros metálicos con una red sin agujeros hasta evolucionar a la malla actual.

### Reglas establecidas
James Naismith diseñó un conjunto de 13 reglas básicas para el incipiente deporte:
1. El balón puede ser lanzado en cualquier dirección, con una o dos manos.
2. El balón puede ser golpeado en cualquier dirección, con una o las dos manos (nunca con el puño o mano cerrada).
3. Los jugadores no podrán correr con el balón. Deberán pasarlo incluso desde otro lugar en el que lo cogieron, se concederá una relativa tolerancia al jugador que en plena carrera reciba el balón y deba pararse.
4. El balón no debe llevarse en ambas manos o entre ellas. Los brazos o el cuerpo no se deben usar para sostenerlo en ningún caso.
5. Está prohibido cargar con el hombro contra un adversario, así como agarrar, empujar, poner la zancadilla o golpear de manera alguna al oponente. Toda infracción a esta regla por parte de cualquier jugador se considerará una falta y en caso de reincidencia, el infractor será eliminado hasta que se consiga un nuevo cesto. Si la intención al golpear es evidente, el jugador será eliminado por  el resto del partido y no podrá ser reemplazado.
6. Golpear con el puño el balón es falta, al ser violación de las reglas 2 y 4, sancionándose del mismo modo que la regla 5.
7. Si cualquiera de los equipos hace tres faltas personales consecutivas, se contabilizará una canasta para el equipo contrario (consecutivas significa que durante ese tiempo el oponente no haya cometido ninguna falta).
8. Se contará canasta cuando el balón sea lanzado, golpeado o palmado desde el suelo hasta la cesta y se quede en ella,  los defensores nunca tienen que tocar el balón o dificulten la canasta. Si el balón se queda en el borde de la cesta sin llegar a entrar y el oponente mueve la canasta, se contabilizará como punto.
9. Cuando el balón salga fuera del campo de juego, volverá al campo. La primera persona que lo toque lo lanzará al campo de juego. En caso de discusión el árbitro (auxiliar) realizará un salto entre dos. El que saca dispone de cinco segundos para hacerlo; si retiene el balón más tiempo, el balón pasará al equipo contrario. Si cualquiera de los equipos persiste en retrasar el juego, el árbitro auxiliar le señalará falta.
10. El árbitro auxiliar será el juez que anote las faltas personales y avisará al árbitro principal cuando se cometan tres faltas consecutivas. Podrá descalificar a los jugadores según lo establecido en la regla número 5.
11. El árbitro principal juzgará lo que se refiere al balón y determinará cuando esté en juego o ha salido fuera, a que equipo pertenece, además de llevar el control del tiempo. Decidirá cuándo se ha marcado un tanto y contabilizará las canastas y asimismo realizará las obligaciones habituales de un árbitro.
12. El partido constará de dos partes de 15 minutos, con 5 minutos de descanso entre las mismas.
13. El equipo que obtenga el mayor número de cestos en ese espacio de tiempo será declarado ganador. En caso de empate, si los capitanes acuerdan hacerlo, el partido se podrá continuar hasta que se marque una canasta.

### Desarrollo en Estados Unidos

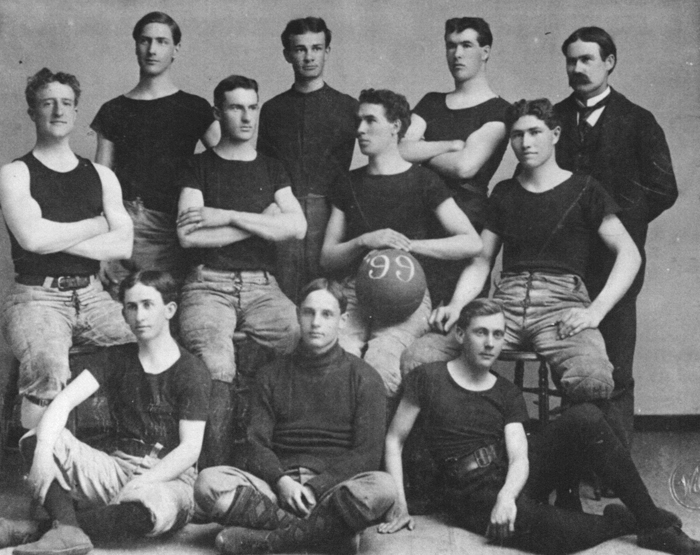
El equipo de la Universidad de Kansas en 1899, con su entrenador James Naismith en la fila superior a la derecha

La YMCA desempeñó un papel importante en la expansión del básquetbol en los Estados Unidos y Canadá, así como en el resto del mundo. El primer partido en Europa tuvo lugar en París en 1893. Sobre la misma época la asociación organizó partidos en Tianjin (China), en India, en Japón y en Persia. Los partidos de baloncesto femenino comenzaron también en una época temprana. 
A comienzos del siglo XX, el básquetbol devino una actividad corriente en numerosas universidades estadounidenses, gracias a James Naismith. El primer partido entre universidades tuvo lugar el 9 de febrero de 1895 entre la universidad Hamline y la escuela de Agricultura de la Universidad de Minnesota. En 1897, la Amateur Athletic Union tomó el control de la gestión del baloncesto de manos de la YMCA. En 1901, numerosas universidades empezaron a financiar los partidos y en 1905, los representantes de quince universidades crearon el Comité del Reglamento del Baloncesto. El mismo año, a sugerencia del presidente Theodore Roosevelt, se forma la Intercollegiate Athletic Association, que absorbió el Comité en 1909 y se convirtió en 1910 en la NCAA, la principal federación estadounidense de deporte universitario.
Poco antes del comienzo de la Primera Guerra Mundial, la NCAA y la Amateur Athletic Union se disputaban el control del reglamento. A raíz de la entrada de Estados Unidos en el conflicto, en 1917, las fuerzas armadas estadounidenses contribuyeron a la expansión del básquetbol en suelo europeo, gracias a la importante presencia de entrenadores de este deporte presentes junto a las tropas. El mismo Naismith pasó dos años en Francia con la YMCA en esta época.

#### Primeras ligas profesionales en Estados Unidos
El primer partido profesional tuvo lugar en 1896, en Trenton, y en 1898 se fundó la primera liga profesional, llamada National Basketball League, conformada por seis equipos. Los primeros campeones fueron los Trenton Nationals, seguidos de los New York Wanderers, los Bristol Pile Drivers y los Camden Electrics. Esta liga solo duró hasta 1904. Durante los años siguientes se organizaron otras ligas de ámbito regional. En esta época no se respetaba el espíritu original del juego y este se tornaba a menudo violento, no solo por parte de los jugadores, sino también de los espectadores.
Las principales ligas profesionales surgieron a partir de los años 1920: la Metropolitan Basketball League apareció en 1921, y la American Basketball League en 1925. Asimismo en 1922 se fundó el equipo de los Rens de Dayton, compuesto exclusivamente por afroamericanos. Sus rivales principales eran los Original Celtics, conocidos como los padres del baloncesto y presentados como los campeones mundiales de la disciplina. Como los Harlem Globetrotters, creados en 1926, los Celtics organizaban torneos por todo el país a la manera de un espectáculo de circo y dominaron el deporte del básquet en los Estados Unidos entre 1922 y 1928, fecha de su disolución.
El baloncesto universitario empezó a despertar interés a nivel nacional con los tres torneos divisionales de la National Collegiate Athletic Association (NCAA), donde participan un total de 1.066 equipos universitarios, siendo el más importante y el más antiguo (se disputa desde 1939) el de la División I (en inglés, NCAA Men's Division I Basketball Championship), conformado por los 68 mejores equipos universitarios del país luego de haberse clasificado en sus respectivas conferencias. Se juega en formato de eliminación directa disputándose cada primavera en Estados Unidos. El torneo fue creado por la Asociación Nacional de Entrenadores de Baloncesto y fue idea del entrenador de la Universidad de Kansas Phog Allen. Se juega en su mayor parte en marzo, por lo que es informalmente conocido como la «Locura de marzo», también llamado el «Gran Baile» al estar los mejores de cada conferencia universitaria en la recta final. El torneo, y especialmente las semifinales nacionales y final (Final Four), se han convertido en uno de los acontecimientos deportivos más seguidos del país, con lleno total en los estadios y coliseos donde se disputan los encuentros y retransmisión por televisión a todo el país, jugándose a un nivel digno de los profesionales pese a ser amateur. Otra organización deportiva universitaria es la National Association of Intercollegiate Athletics (NAIA), cuyo torneo de básquetbol data de 1937; este solo lo disputan 32 equipos en una sola semana, siendo una organización más pequeña y menos pòpular que la NCAA. 
El 6 de junio de 1946 se creó la Basketball Association of America (Asociación de Baloncesto de América), conocida por las siglas BAA. En el primer partido se enfrentaron los Huskies de Toronto, jugando en casa, y los Knicks de Nueva York. Tras tres temporadas, en 1949, la liga se fusionó con la National Basketball League fundada en 1937 para formar la National Basketball Association (NBA). En los años 1950 surgieron las primeras estrellas del deporte, como George Mikan y Bob Cousy. Los Lakers de Minneapolis, que se instalaron en Los Ángeles en 1960, y los Celtics de Boston dominaron la NBA con dieciséis títulos entre los dos, entre 1949 y 1970, y diez enfrentamientos en la final entre 1959 y 1987.
En la década de los 1960 dejaron su impronta jugadores legendarios: El escolta de los Lakers Jerry West; el base Oscar Robertson; el pívot de los Celtics Bill Russell, once veces campeón de la NBA y que revolucionó la práctica de la defensa; y Wilt Chamberlain, que detenta aún décadas más tarde varios récords de la NBA. El 2 de marzo de 1962, marcó 100 puntos en un partido entre los Warriors de Filadelfia y los Knicks de Nueva York.
En 1967, se creó la American Basketball Association para rivalizar con la NBA, que había alcanzado gran popularidad. La nueva liga suscitó el interés del público con su propuesta de un nuevo estilo de juego y reglas diferentes; introdujo una pelota tricolor —roja, blanca y azul—, un juego más agresivo y espectacular y el tiro de tres puntos. Julius Erving fue el jugador más célebre, gracias a un estilo aéreo donde el salto y el juego por encima del tablero eran tan importantes como las canastas. No obstante, los magros ingresos y el declive progresivo de la liga causaron su absorción por la NBA; sus cuatro mejores equipos —los Nets de Nueva York, los Nuggets de Denver, los Pacers de Indiana y los Spurs de San Antonio— se incorporaron a la NBA, que conservó también algunos elementos como el triple. Desde 1970, la NBA es incontestablemente la liga más importante, tanto en términos de popularidad como de presupuesto y nivel de juego.
En 1996 se creó la Womens National Basketball Association teniendo como primer campeón al Houston Comets

#### Implantación en Europa y competiciones internacionales

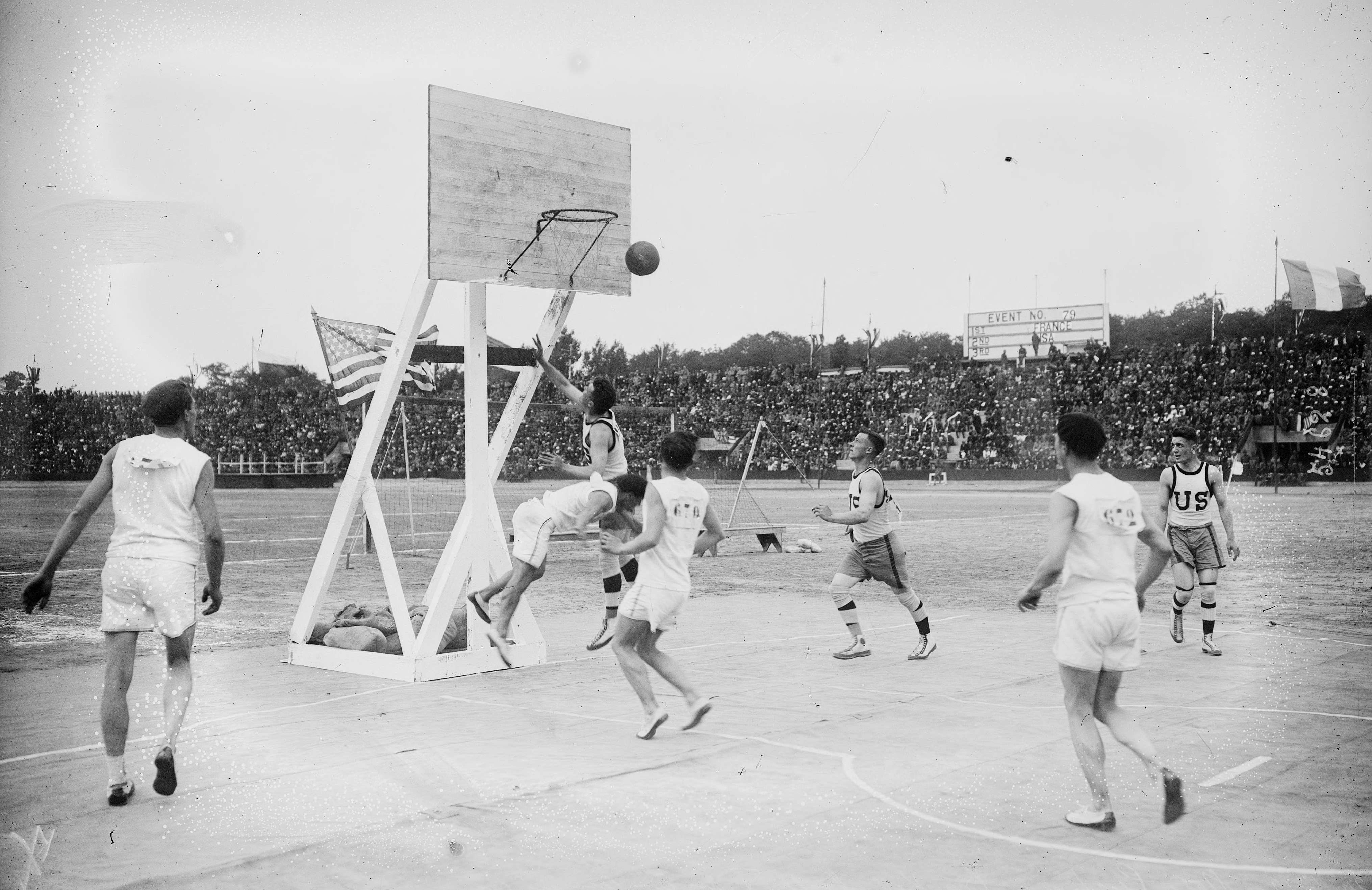
Partido entre los Estados Unidos y Francia en los Juegos Interaliados de 1919

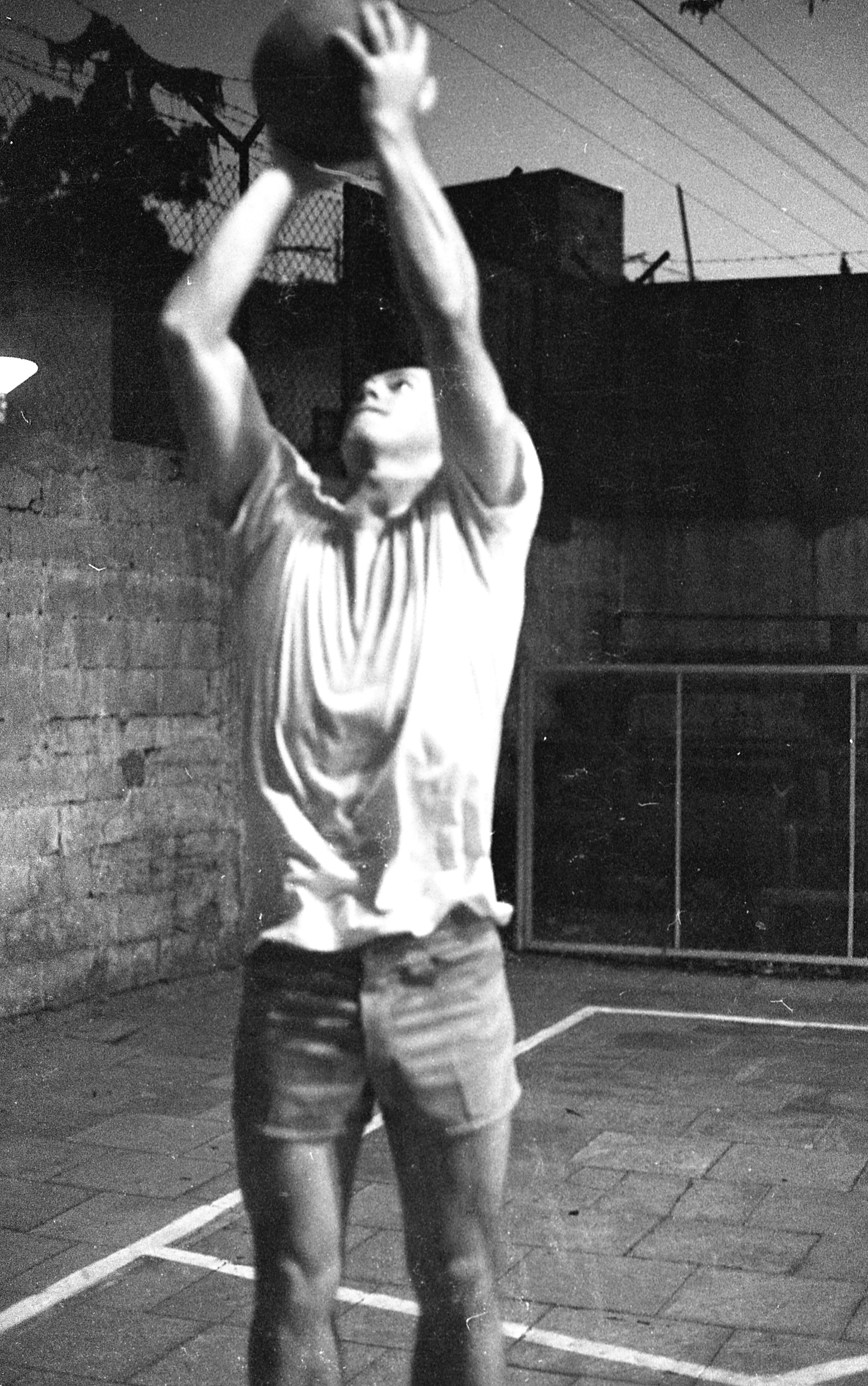
Entrenamiento de basquetbol en Israel 1969

Poco después de su creación, el baloncesto se extendió gradualmente fuera de los Estados Unidos y Canadá y llegó a Europa, donde se implantó rápidamente. En 1909, se celebró el primer partido de básquet internacional entre Mayak de San Petersburgo y un equipo estadounidense de la YMCA. El primer evento europeo importante tuvo lugar en 1919 en Joinville-le-Pont durante los Juegos Interaliados en los que tomaron parte los países aliados en la Primera Guerra Mundial. El equipo de los Estados Unidos, dirigido por Marty Friedman, prevaleció contra Francia en la final. En 1928, el baloncesto fue deporte de exhibición en los Juegos Olímpicos de Ámsterdam.
El 18 de junio de 1932, se fundó la Federación Internacional de Baloncesto Amateur (FIBA), con base en Ginebra. Los primeros países miembros fueron Argentina, Checoslovaquia, Grecia, Italia, Letonia, Portugal, Rumania y Suiza. Originalmente, esta federación solo supervisaba equipos de aficionados y tuvo un papel fundamental para la inclusión del baloncesto en el programa de los Juegos Olímpicos de 1936 en Berlín, donde los partidos se jugaron al aire libre, en una cancha de tierra. La selección de los Estados Unidos obtuvo el primer título olímpico batiendo al equipo canadiense en la final. 

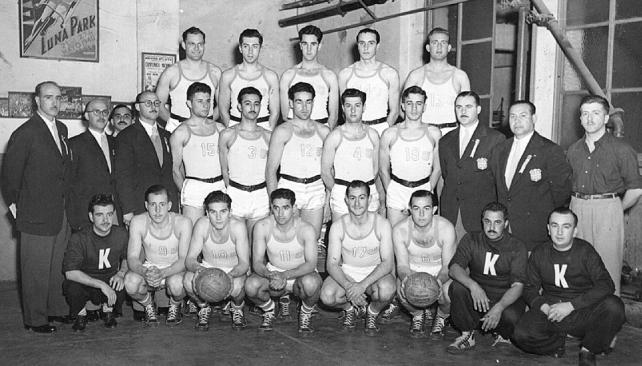
Selección de basquetbol de Argentina en 1950, primer campeón mundial de basquetbol.

El primer campeonato mundial de básquetbol se celebró en Argentina en 1950 y fue ganado por el equipo dueño de casa, sorprendiendo a los observadores internacionales. Tres años más tarde, tuvo lugar el primer campeonato mundial de básquetbol femenino en Santiago de Chile. El baloncesto femenino se convirtió en evento olímpico en 1976, en los Juegos Olímpicos de Montreal, gracias sobre todo a la labor del secretario general de la FIBA Renato William Jones.

### A partir de la década de 1970

#### Culminación de la profesionalización

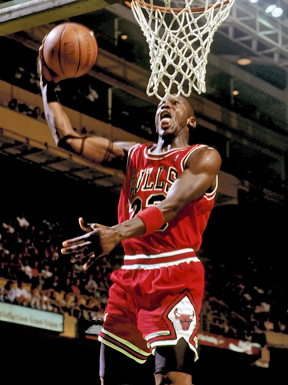
Michael Jordan está considerado el mejor jugador de la historia.

En los años 1970 aparecieron varios jugadores con mucho talento, como Kareem Abdul-Jabbar, segundo mejor puntuador de la historia de la NBA, Elvin Hayes, Moses Malone, Robert Parish o Bernard King; asimismo, en los ochenta destacaron Hakeem Olajuwon, John Stockton, Karl Malone, Dominique Wilkins y Patrick Ewing, junto con los tres jugadores que dominaron el deporte y contribuyeron a aumentar la popularidad del baloncesto en todo el mundo durante esta década: Larry Bird, Magic Johnson y, sobre todo, Michael Jordan, considerado como el más grande jugador de la historia. A partir de los 1990, algunos equipos comenzaron a desafiar la posición dominante de los Lakers y los Celtics en el básquetbol estadounidense, como por ejemplo, los Bulls de Chicago, dirigidos por Jordan y que obtuvieron seis títulos entre 1991 y 1998; y los Spurs de San Antonio, con cinco títulos entre 1999 y 2014. Las nuevas estrellas surgidas en los noventa fueron David Robinson, Gary Payton, Jason Kidd, Steve Nash, Dirk Nowitzki, Kobe Bryant y Shaquille O'Neal, conocido por su físico impresionante y sus bromas en el campo de juego.
La profesionalización del baloncesto no se completó verdaderamente hasta 1990. En 1989, la FIBA cesó de excluir a los profesionales de sus torneos y en 1992 los jugadores profesionales pudieron jugar por primera vez en los Juegos Olímpicos. Esto no fue óbice para el desarrollo del deporte amateur, y se estima que en 2012 veintiséis millones de personas practicaban el básquet en los Estados Unidos, entre ellos quince millones de manera esporádica. Sobre la misma época, el número de jugadores en todo el mundo se cifra en unos cien millones federados y más de 450 millones de jugadores recreativos.

#### Globalización y desafíos al dominio estadounidense

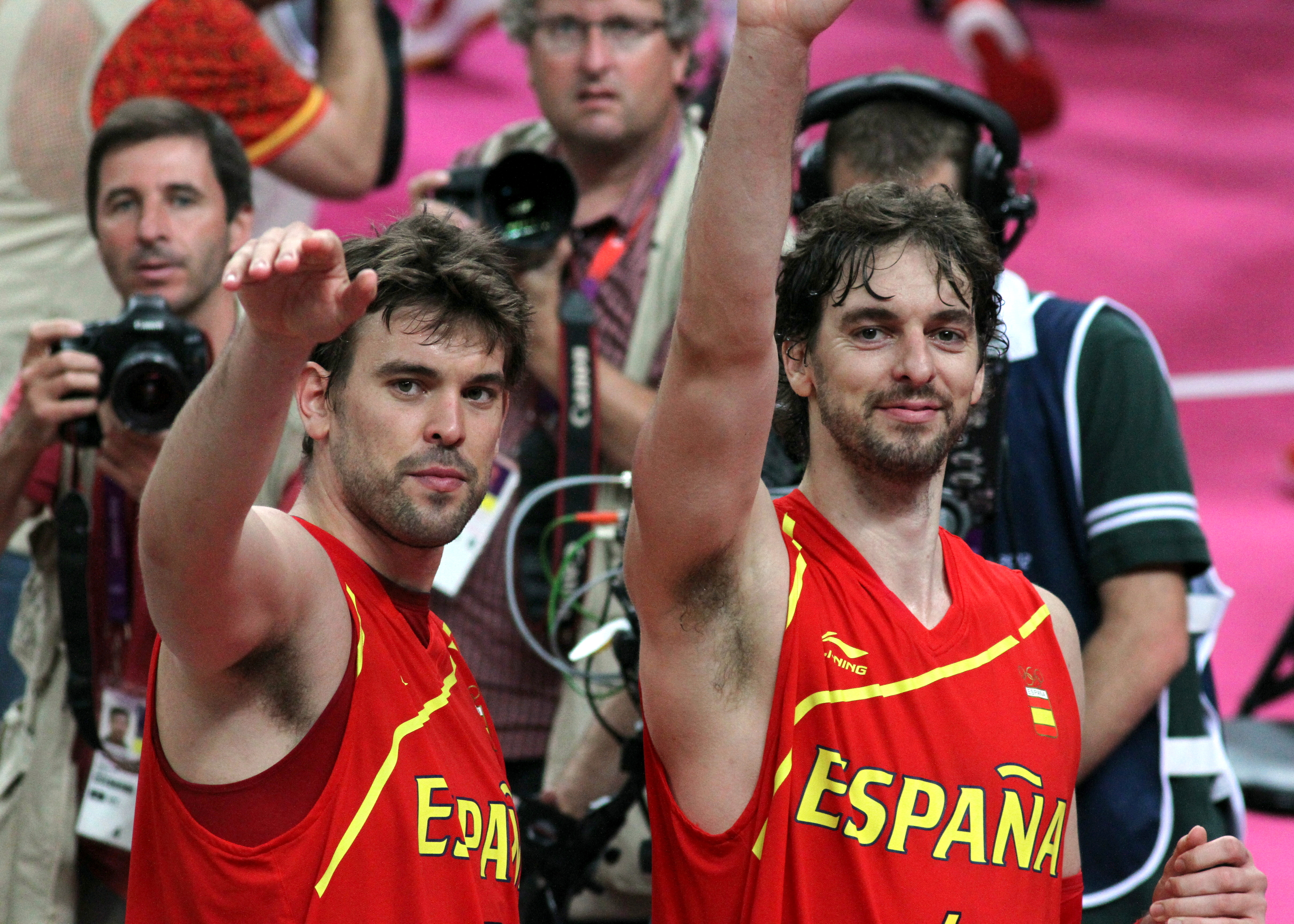
Los hermanos Marc y Pau Gasol con la selección de baloncesto de España en los Juegos Olímpicos de Londres (2012)

Desde la creación del deporte, los Estados Unidos han jugado en torneos internacionales, con cierta competencia por parte de Yugoslavia —y posteriormente de Serbia— y de los equipos de la Unión Soviética. El equipo estadounidense ha conseguido el oro en catorce de las dieciocho olimpiadas en las que el baloncesto ha estado presente. El primer Dream Team («equipo de ensueño») compuesto entre otros por Michael Jordan, Magic Johnson, Charles Barkley y Scottie Pippen compitió en los Juegos Olímpicos de Barcelona y obtuvo el título con una diferencia media de 42 puntos sobre sus adversarios; este equipo es considerado como el mejor de la historia del deporte. No obstante, debido a la popularidad creciente del básquetbol en el mundo, los nuevos equipos nacionales fueron ganando nivel y algunos llegaron a desafiar la supremacía estadounidense. En el Campeonato Mundial de 2002, la selección de Estados Unidos acabó sexta, por detrás de Yugoslavia, Argentina, Alemania, Nueva Zelanda y España, a pesar de estar conformada íntegramente por jugadores de la NBA.
En los Juegos Olímpicos de 2004 los Estados Unidos tuvieron que contentarse con la medalla de bronce tras ser batidos por Puerto Rico, Lituania y Argentina. También perdieron contra el equipo griego en las semifinales del Campeonato Mundial de Baloncesto de 2006, que ganó España. No obstante, según la clasificación de la FIBA del 3 de octubre de 2015, la selección estadounidense era la mejor del mundo en esa fecha, seguida por la española, la lituana, la argentina, la francesa, la serbia, la rusa, la turca, la brasileña y la griega.
A partir de los años 1990, se puede hablar de una «globalización» del básquetbol, con la aparición de numerosos campeonatos y ligas por todo el mundo. A los torneos más antiguos, creados antes de la década de los setenta (como la Pro A en Francia, la Lega Basket italiana, la A1 Ethniki en Grecia, la Liga de Baloncesto de Turquía, la Basketball Bundesliga alemana, Liga ACB, etc.) se sumaron las nuevas ligas profesionales de Asia, donde el deporte estaba en pleno auge. La primera entre ellas fue la Asociación de Baloncesto de Filipinas, que organizó su primer campeonato el 9 de abril de 1975 en Ciudad Quezón. La Liga de Baloncesto de Australia, fundada en 1979, agrupaba siete equipos australianos y uno neozelandés; la correspondiente liga femenina se creó en 1981. Más recientemente aparecieron la Bj League japonesa (2005), la Novo Basquete Brasil (2008) y la VTB United League en Rusia y Europa del Este (2008). La Asociación de Baloncesto de China merece especial mención, por el fuerte desarrollo que ha experimentado, atrayendo incluso jugadores de la NBA como Metta World Peace, Stephon Marbury o Tracy McGrady. En Canadá, a pesar del dominio del hockey sobre hielo, el número de jugadores y de partidos de baloncesto retransmitidos no cesa de crecer.

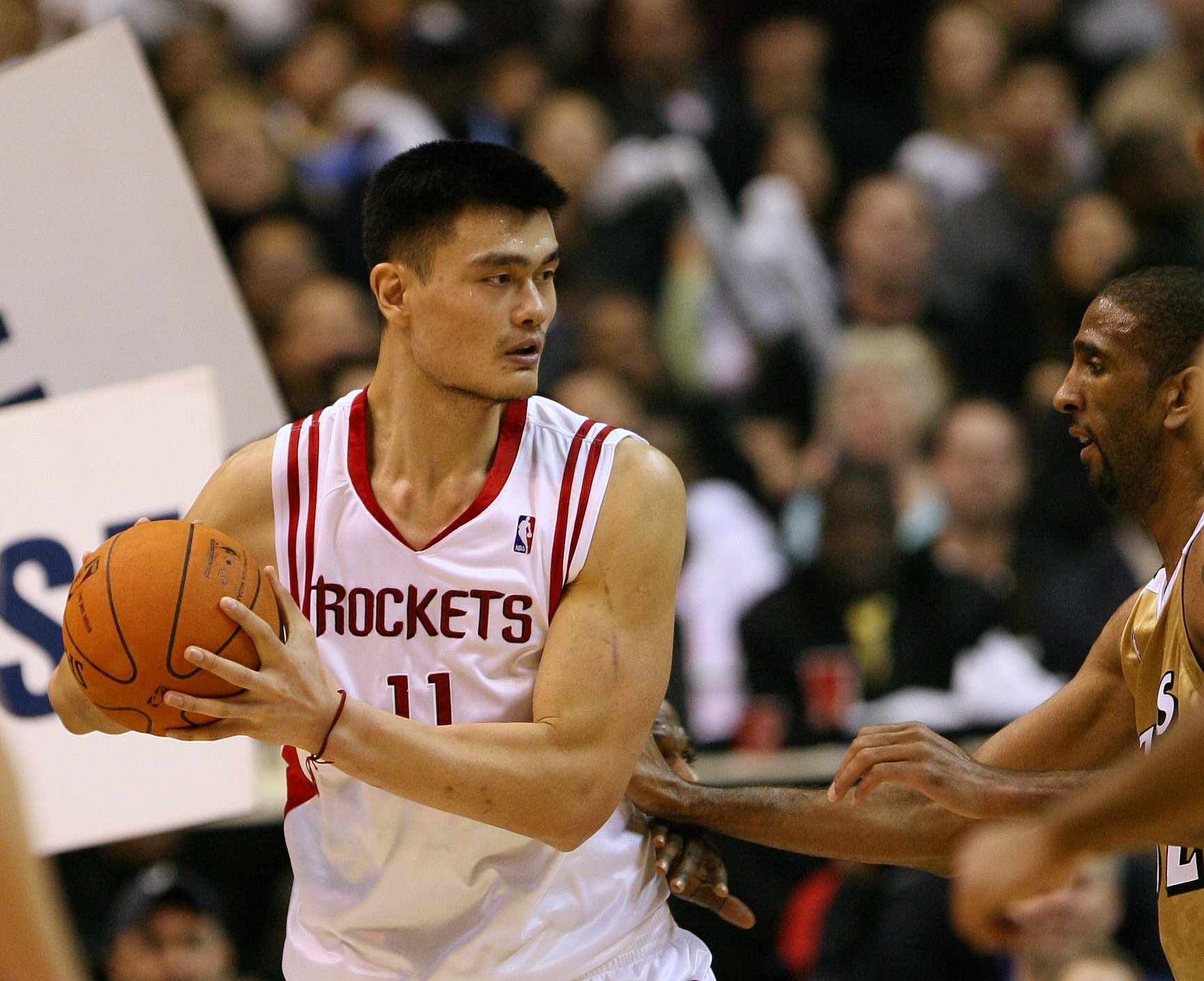
El jugador chino Yao Ming en diciembre de2006, con la camiseta de los Rockets de Houston. Entre 2002 y 2011, disputó nueve temporadas en la NBA y contribuyó a la expansión del baloncesto en Asia.

Gracias al desarrollo internacional del baloncesto, la NBA se ha abierto gradualmente a jugadores extranjeros. Entre los primeros, estuvieron los yugoslavos Dražen Petrović, Toni Kukoč y Vlade Divac, y los lituanos (Arvydas Sabonis y Šarūnas Marčiulionis. La liga recluta jugadores de todo el mundo, incluidos varios africanos, como Manute Bol, Michael Olowokandi, DeSagana Diop, Luc Mbah a Moute, Hasheem Thabeet o Bismack Biyombo; entre los europeos destacan los rusos Timofeï Mozgov, Andréi Kirilenko, los hermanos españoles Pau y Marc Gasol, los alemanes Dirk Nowitzki y Detlef Schrempf, y los italianos Andrea Bargnani y Marco Belinelli; y entre los latinoamericanos se pueden mencionar Manu Ginóbili, Anderson Varejão y Nenê. Algunos australianos, como Luc Longley y Andrew Bogut también han jugado en la liga estadounidense. Desde los años 2000 y el despunte del básquet en Asia, la NBA ha recibido a jugadores chinos como Yi Jianlian, Wang Zhizhi y Yao Ming, figura destacada del baloncesto en su país, donde el deporte se ha convertido en el segundo más popular solo por detrás del tenis de mesa.

### Básquetbol femenino

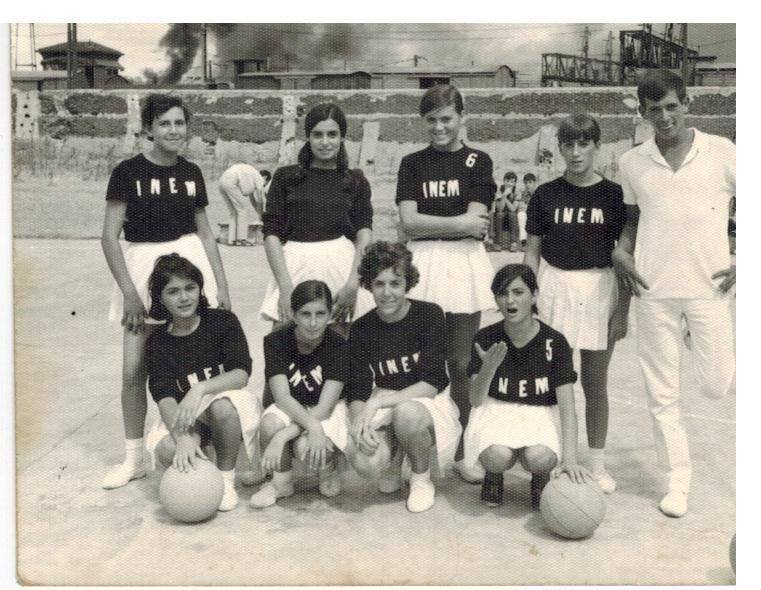
Equipo femenino de baloncesto en un instituto de España en los 1960

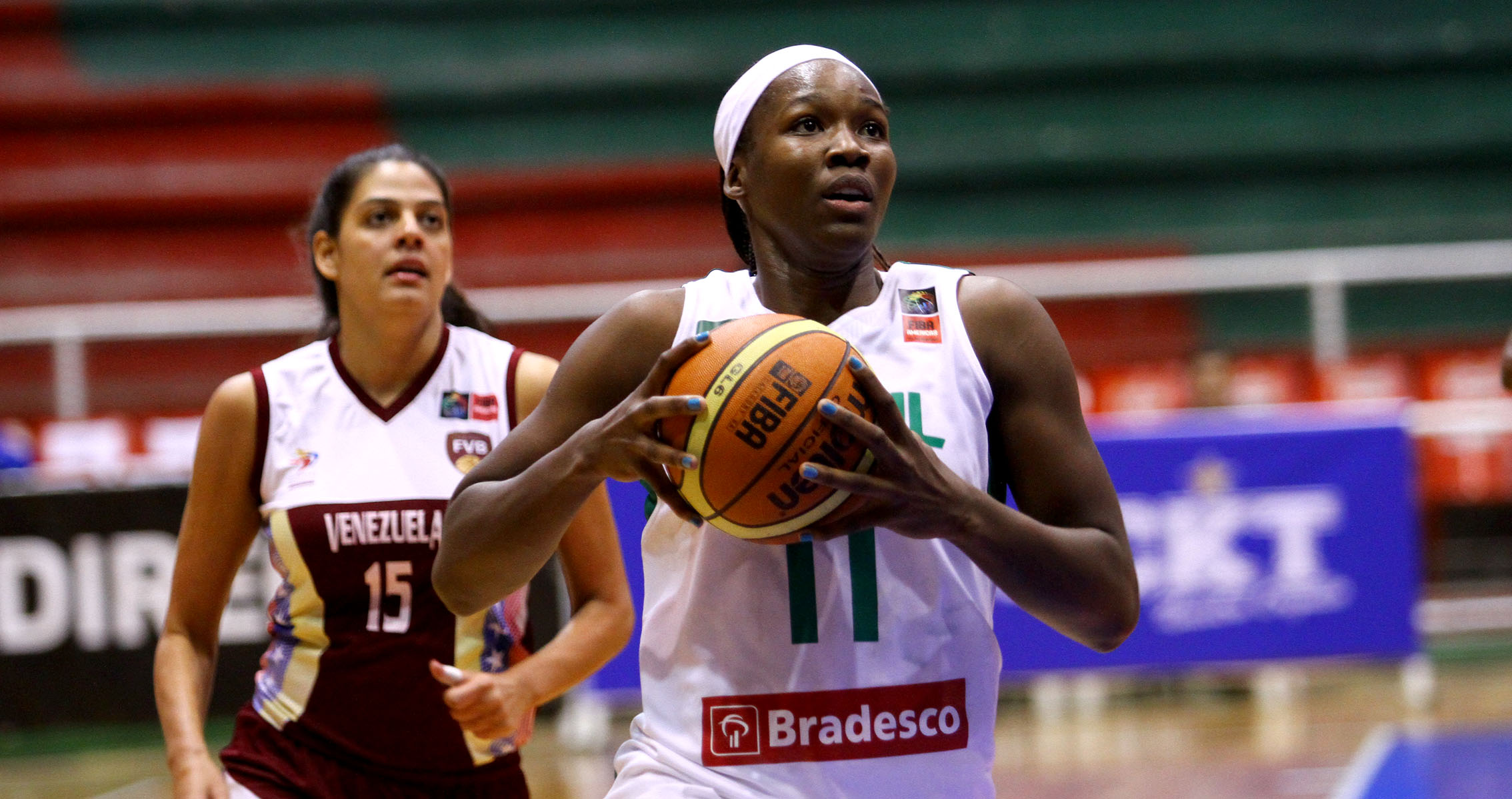
Campeonato sudamericano de básquet femenino: Venezuela vs. Brasil

La historia del baloncesto femenino comenzó en 1892 en el Smith College de Massachusetts con Senda Berenson, una profesora de educación física. Al poco tiempo de recibir su puesto, Berenson se reunió con Naismith para obtener más información sobre el básquetbol, y modificó las reglas de Naismith para adaptarlo a las convenciones femeninas. Por ejemplo, prohibió arrebatar el balón a una contrincante o de botarlo más de tres veces, para no «desarrollar una tendencia al nerviosismo y perder la gracia, la dignidad y la estima de sí misma». Convencida del interés del deporte y los valores que podía transmitir, organizó el primer partido universitario femenino en el Smith College el 21 de marzo de 1893, disputado entre las alumnas de primer y segundo año. El deporte se implantó en varias universidades femeninas, como Wellesley, Vassar y Bryn Mawr College. El 4 de abril de 1896, el equipo de la universidad de Stanford se enfrentó a la de Berkeley en un partido de nueve contra nueve, que se saldó con la victoria de Stanford por 2-1.
En 1895, Clara Gregory Baer publicó la primera compilación de las reglas del baloncesto femenino. Berenson publicó sus reglas por vez primera en 1899, y produjo la primera edición de Women's basketball guide ('Guía del baloncesto femenino'), de Albert Spalding en 1901. La práctica del básquetbol femenino estaba por aquel entonces mal vista: ante la implantación del deporte en los liceos, se realizaron numerosos estudios para intentar demostrar sus efectos negativos en la moralidad de las jóvenes y defender su prohibición. Las jugadoras llevaban corsés y faldas largas, que las hacían tropezar a menudo. Los tiros a canasta debían ser efectuados con una sola mano; usar las dos manos se consideraba vulgar, por proyectar el pecho hacia delante. Las jugadoras de las Edmonton Grads, un equipo canadiense que realizaba giras entre 1915 y 1940, no recibían remuneración alguna y debían permanecer obligatoriamente solteras.
Las primeras estrellas femeninas estadounidenses fueron Mildred Didrickson de las Golden Cyclones y las jugadoras del equipo All American Red Heads. Este último realizaba espectáculos de exhibición como los Globetrotters de Harlem y jugaba a veces contra equipos masculinos, si bien tenían la obligación de jugar maquilladas y cuidar su apariencia. Las Edmonton Grads dominaron el juego femenino hasta 1940, con 522 victorias contra 20 derrotas; asimismo ganaron los torneos de exhibición de baloncesto femenino en los Juegos Olímpicos de 1924, 1928, 1932 y 1936.
El básquet femenino comenzó a obtener más reconocimiento en la segunda mitad del siglo XX, con la creación de la Copa Mundial de Baloncesto Femenino en 1953 y el AfroBasket femenino en 1966. El deporte despegó en Estados Unidos tras la adopción del Título IX que, al prohibir la discriminación por sexo en los programas educativos fundados por el Estado, supuso la aparición de numerosos equipos universitarios; en 1982 se creó un Campeonato NCAA de baloncesto femenino. En 1976, el básquetbol femenino se convirtió en deporte olímpico. En 1985, Senda Berenson, Bertha Teague y Margaret Wade fueron las primeras mujeres en ingresar al Basketball Hall of Fame. La profesionalización del baloncesto femenino inició en 1997 con la creación de la Asociación Nacional de Baloncesto Femenino (WNBA), siguiendo el modelo de la NBA; rápidamente surgieron estrellas como Lisa Leslie, Tina Thompson, Sue Bird, Diana Taurasi o Candace Parker. La cadena ESPN empezó a trasmitir los partidos de la liga en 2009 lo que incrementó la popularidad del baloncesto femenino.

## Posiciones de un equipo de baloncesto

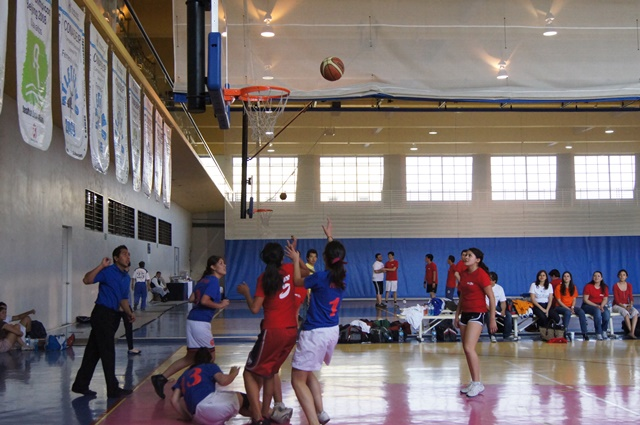
Partido de baloncesto en Instituto Tecnológico y de Estudios Superiores de Monterrey, Campus Ciudad de México.

Dentro del juego de baloncesto, se poseen las siguientes posiciones para situar a los jugadores:
- Base: También llamado playmaker («creador de juego», «armador»). Normalmente el jugador más bajo del equipo es el base que significa que sube el balón y debe tener buen manejo de este mismo, también tiene que tener buen manejo para el pase. En ataque sube la pelota hasta el campo contrario y dirige el juego ofensivo de su equipo, mandando el sistema de juego. Sus características recomendables son un buen manejo de balón, visión de juego, capacidad de dar buenos pases, buena velocidad y un acertado tiro exterior. En los bases son tan apreciadas las asistencias como los puntos anotados, aunque un buen jugador debe conseguir ambas cosas. En defensa han de dificultar la subida del balón del base contrario, tapar las líneas de pase y estar atento a recoger los rebotes largos. Normalmente estos jugadores no son de una elevada estatura, pues lo realmente importante es la capacidad organizativa y de dirección de juego. Conocidos como 1 en la terminología empleada por los entrenadores.

- Escolta: Jugador normalmente más bajo, rápido y ágil que el resto, exceptuando a veces el base. Debe aportar puntos al equipo, con un buen tiro incluyendo el tiro de tres puntos, un buen dominio del balón y una gran capacidad de entrar a canasta. Conocidos como 2 en la terminología empleada por los entrenadores.

- Alero: Es generalmente de una altura intermedia entre los jugadores interiores y los exteriores. Su juego está equilibrado entre la fuerza y el tiro. Es un puesto importante, por su capacidad de combinar altura con velocidad. En ataque debe ser buen tirador de tres puntos y saber culminar una entrada hasta debajo del tablero contrario, son piezas básicas en lanzar el contraataque y suelen culminar la mayoría de ellos. Conocidos como 3 en la terminología empleada por los entrenadores.

- Ala-Pívot: Es un rol más físico que el del alero, en muchos casos con un juego muy similar al pívot. Obtiene la mayoría de los puntos en el poste bajo, aunque algunos pueden llegar a convertirse en tiradores muy efectivos. Sirven de ayuda al pívot para impedir el juego interior del equipo contrario, y cierran el rebote. Conocidos como 4 en la terminología empleada por los entrenadores.

- Pívot: Suelen ser los jugadores de mayor altura del equipo, y los más fuertes muscularmente. Normalmente, el pívot debe usar su altura y su potencia jugando cerca del aro. Un pívot que conjunte fuerza con agilidad es una pieza fundamental para su equipo. Son los jugadores que más sorprenden a los aficionados noveles, por su gran altura. En Europa el pívot medio ha evolucionado más y es capaz de abrirse hacia afuera para tirar. En defensa buscan recoger el rebote corto, impedir el juego interior del equipo contrario y taponar las entradas de jugadores exteriores. Conocidos como 5 en la terminología empleada por los entrenadores.

## Reglamentos

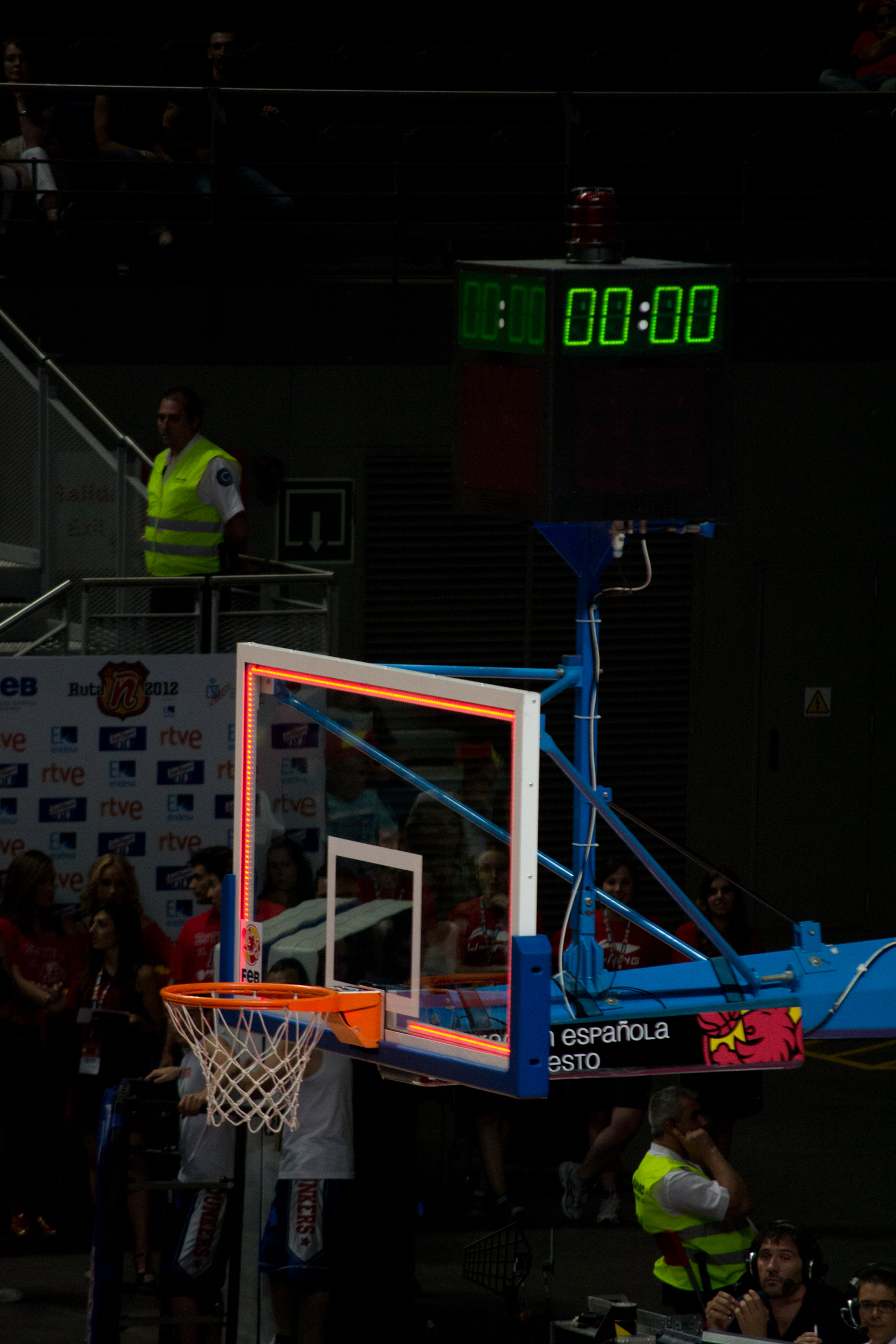
Fin del tiempo reglamentario marcado en el cronómetro y con la luz roja del tablero.

Las reglas internacionales de baloncesto son elaboradas por el comité central de la FIBA y son revisadas cada dos años. Son de aplicación en todas las competiciones de carácter internacional entre países y adoptadas por la mayoría de federaciones nacionales, incluida la FEB.
En Estados Unidos la NBA hace uso de un reglamento diferente al establecido por FIBA.
Actualmente se está llevando a cabo un proceso gradual de acercamiento entre estas dos grandes corrientes de reglas del básquetbol. En 1971 las reglas del baloncesto femenino se modificaron y se hicieron más parecidas a las de los partidos masculinos.

### Transcurso del partido
Un partido de básquet se divide en cuatro periodos de tiempo o cuartos de diez minutos, según las reglas de la FIBA, o doce minutos en la NBA. Los partidos de los campeonatos de la NCAA constan de dos tiempos de veinte minutos. A medio tiempo, se realiza una pausa de quince minutos y los equipos cambian de canasta.
Cada equipo está formado por doce jugadores como máximo. Cinco de ellos juegan, y los otros son los suplentes. El entrenador puede cambiar a los jugadores tantas veces como desee aprovechando interrupciones en el juego. Al comenzar el partido, un jugador de cada equipo se ubica dentro del círculo central, cada uno a un lado de la línea que divide el campo de juego en dos mitades. Los demás jugadores deben estar fuera del círculo. El árbitro lanza la pelota hacia arriba desde el centro del círculo y los dos jugadores saltan verticalmente para intentar desviarla, sin cogerla, hacia algún compañero de su equipo.
El cronómetro se para cada vez que el árbitro toca el silbato, en caso de falta o salida del balón, por ejemplo, por lo que la duración real del partido puede exceder ampliamente el tiempo de juego reglamentario. No hay tiempo extra como en el fútbol. Las canastas encestadas después de la señal de final de tiempo se cuentan si el tiro fue iniciado durante el tiempo reglamentario («canasta sobre la bocina»). El equipo con más puntos al final del partido es el ganador. En caso de empate, se juegan cinco minutos de prórroga; si al acabar esta el marcador aún está igualado, se inicia otra prórroga hasta que se rompa el empate. Los partidos de ida y vuelta constituyen una excepción: en ellos puede haber empate en uno de los partidos, puesto que el vencedor se decide por el resultado combinado de ambos.

### Puntuación

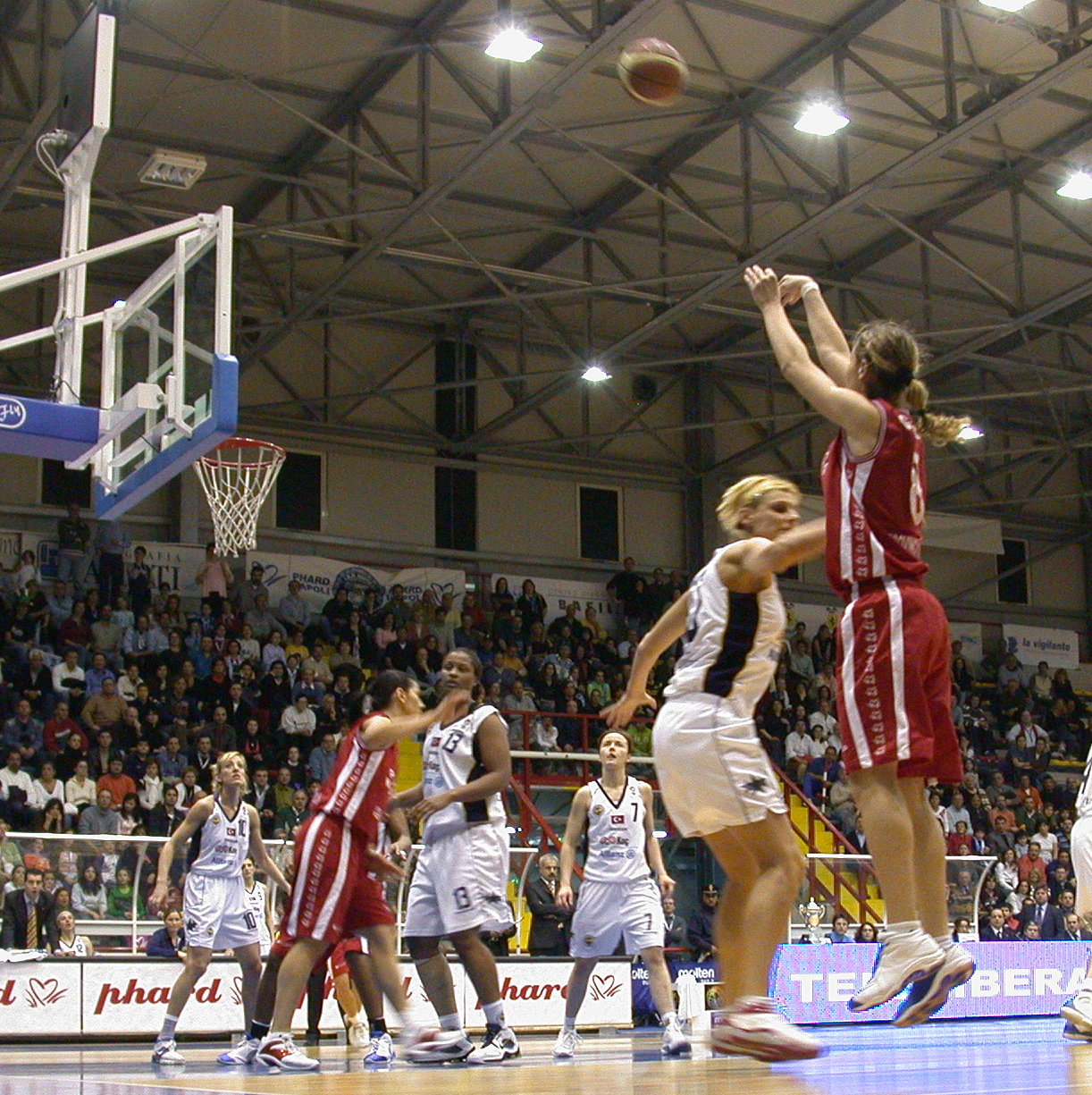
Lanzamiento de 3 puntos

El objetivo del baloncesto es marcar más puntos que el equipo contrincante, encestando el balón en el cesto contrario e impidiendo a los jugadores contrincantes encestar en la propia. 
Se llama canasta cuando el balón entra en el aro del contrincante y se puntúan de la siguiente manera:
- Una canasta lanzada desde el tiro libre vale 1 punto.
- Una canasta lanzada desde la zona de tiro 2 vale 2 puntos.
- Una canasta lanzada desde la zona de tiro 3 vale 3 puntos (a 6,75 m del centro del aro, o 7,24 en la NBA)
- Si el balón toca el aro tras un último tiro libre, y después un jugador, sea atacante o defensor, toca el balón antes de que entre en la canasta, la canasta será en este caso de 2 puntos.

La puntuación se lleva mediante dos sistemas: el primero es el acta oficial del partido donde el anotador marca todas las canastas y puntos por jugador; el segundo sistema es el tablero electrónico, donde además se señala el cronómetro, el conteo de faltas de cada jugador y de cada equipo y el cuarto que se está jugando.

### Arbitraje

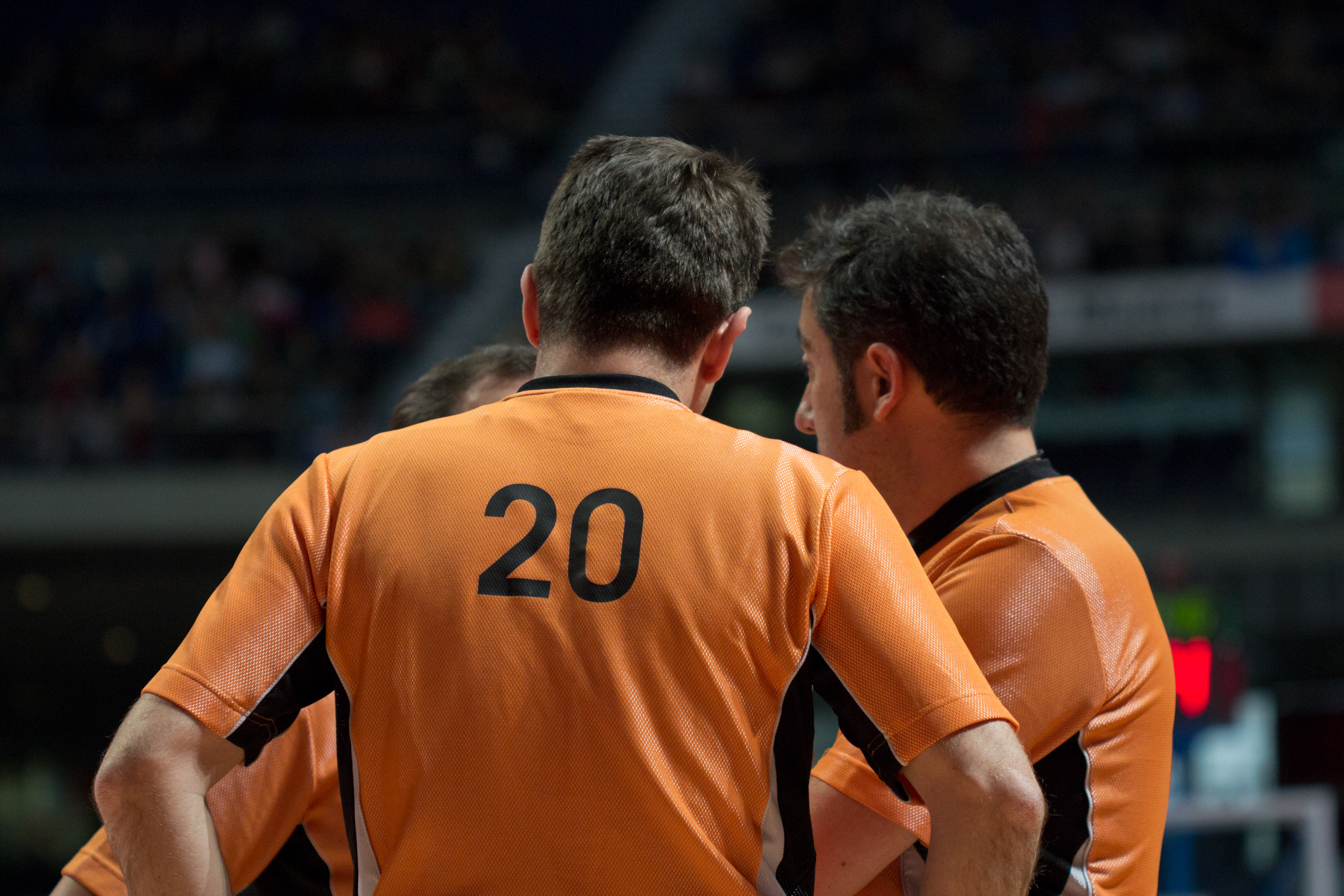
Trío arbitral de básquetbol debatiendo una acción

Un partido debe ser dirigido por tres árbitros, uno principal y dos auxiliares. Estos serán ayudados por los oficiales de mesa (artículo 45.1 Reglas Oficiales FIBA 2014).
La mesa se compone de anotador, ayudante de anotador, cronometrador, operador de la regla de 24 segundos y, si lo hubiera, comisario; su función es controlar todas las incidencias del partido y elaborar el acta del partido.
Los árbitros y sus ayudantes dirigirán el juego de acuerdo con las reglas e interpretaciones oficiales. El árbitro principal decidirá en cualquier situación de discrepancia entre árbitros auxiliares, mesa de anotadores, dudas de validez en las canastas, dará su aprobación al acta, es el responsable de verificar, inspeccionar y aprobar todos los elementos técnicos y podrá tomar decisiones sobre situaciones no reglamentadas ni regladas.
Los árbitros se pueden comunicar con la mesa de anotadores y con el resto de árbitros mediante la gesticulación, señalizando las incidencias con una serie de señales preestablecida.
Las funciones de los Oficiales de Mesa vienen recogidas en los artículos 47, 48 y 49 de las reglas Oficiales FIBA 2014.

## Infracciones

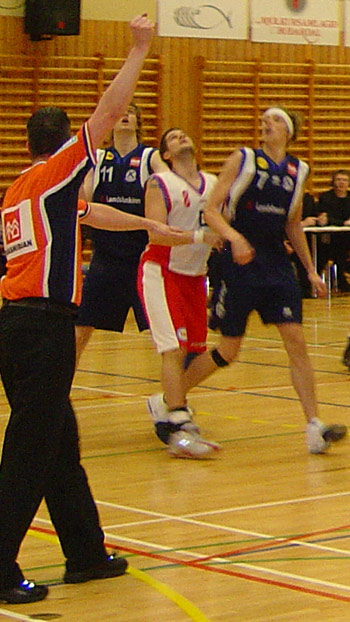
Árbitro señalando falta personal

Una infracción es una violación de las reglas de juego, penalizada con un saque de fondo o banda para el equipo contrario desde el punto más cercano al de la violación. Las violaciones más comunes se detallan a continuación: 
Pasos (Art.25)El avance ilegal (pasos) es un desplazamiento de un jugador con control de balón —el balón reposa sobre una o ambas manos del jugador—. Se produce avance ilegal cuando, una vez establecido el pie de pivote, el jugador:
•Lo levanta para iniciar un regate. Denominados comúnmente pasos de salida o arrancada. (No sancionables en baloncesto NBA ni en FIBA)
•Estando con ambos pies (incluido el de pivote) en contacto con el suelo, salta y, antes de realizar un pase o tiro a canasta, vuelve a tocar con un pie el suelo.
•Estando en movimiento, y saltando sobre el pie de pivote, da dos apoyos más, independientemente del orden de los pies.
•Desliza voluntaria o involuntariamente el pie de pivote por el suelo creando una ventaja, el gesto de pivotar no se considera deslizar.
Es legal que un jugador caiga al suelo y resbale mientras sostiene el balón, o que obtenga el control del balón mientras esté tumbado o sentado en el suelo. Se considera una violación, sin embargo, si a continuación, el jugador rueda o intenta levantarse mientras sostiene el balón.
Dobles (Art.24)Los dobles es una falta por acompañar el balón al botar. Acostumbra a pasar cuando el jugador hace dos pasos y bota el balón.
PieUn jugador no debe tocar el balón con el pie. Este acto se considera una violación, incluso si es sin intención, y se sanciona con un saque de banda para el equipo contrario.
3 segundos en Zona (Art.26)No se puede permanecer más de 3 segundos en el área restringida del equipo contrario cuando se está atacando. Esta es una de las mayores diferencias entre el reglamento FIBA y NBA. En la liga norteamericana no se le permite al jugador defensivo permanecer en la zona pintada, a menos que esté marcando a un jugador atacante.
Saque de banda/fondoSe debe sacar antes de 5 segundos con el balón a disposición del jugador, pudiendo dar un paso normal lateral y todos los posibles hacia atrás. Cualquier infracción de esta regla es una violación.
24 segundos (Art.29)Un equipo que obtiene un nuevo control de balón debe efectuar un lanzamiento a canasta antes de 24 segundos. En caso de que transcurridos 24 segundos el balón siga en las manos del lanzador o no haya tocado aro y su posesión no sea clara para el equipo oponente, se comete una violación. Los 24 segundos se reinician cada vez que el balón toca el aro, se comete una violación o una falta. En caso de que la falta en defensa se produzca con menos de 14 segundos de posesión restantes, el dispositivo de 24 se reinicia con 14 segundos.
Campo atrás (Art.30)El balón devuelto a pista trasera (campo atrás) se produce cuando un equipo tiene control de balón en pista delantera y uno de sus jugadores es el último en tocar el balón en pista delantera y después él o un compañero es el primero en tocarlo en pista trasera.

### Faltas

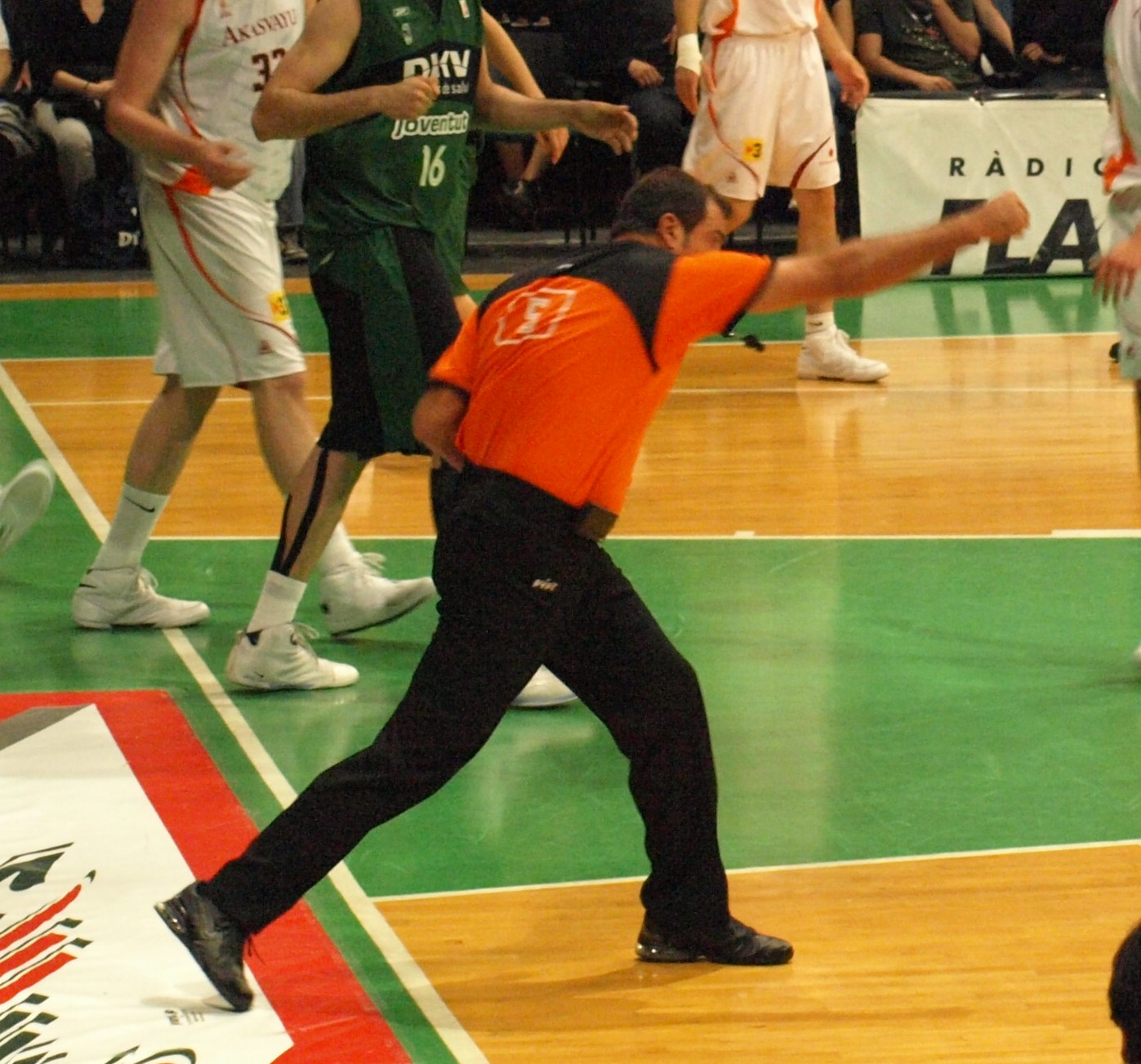
Árbitro señalando una falta en ataque

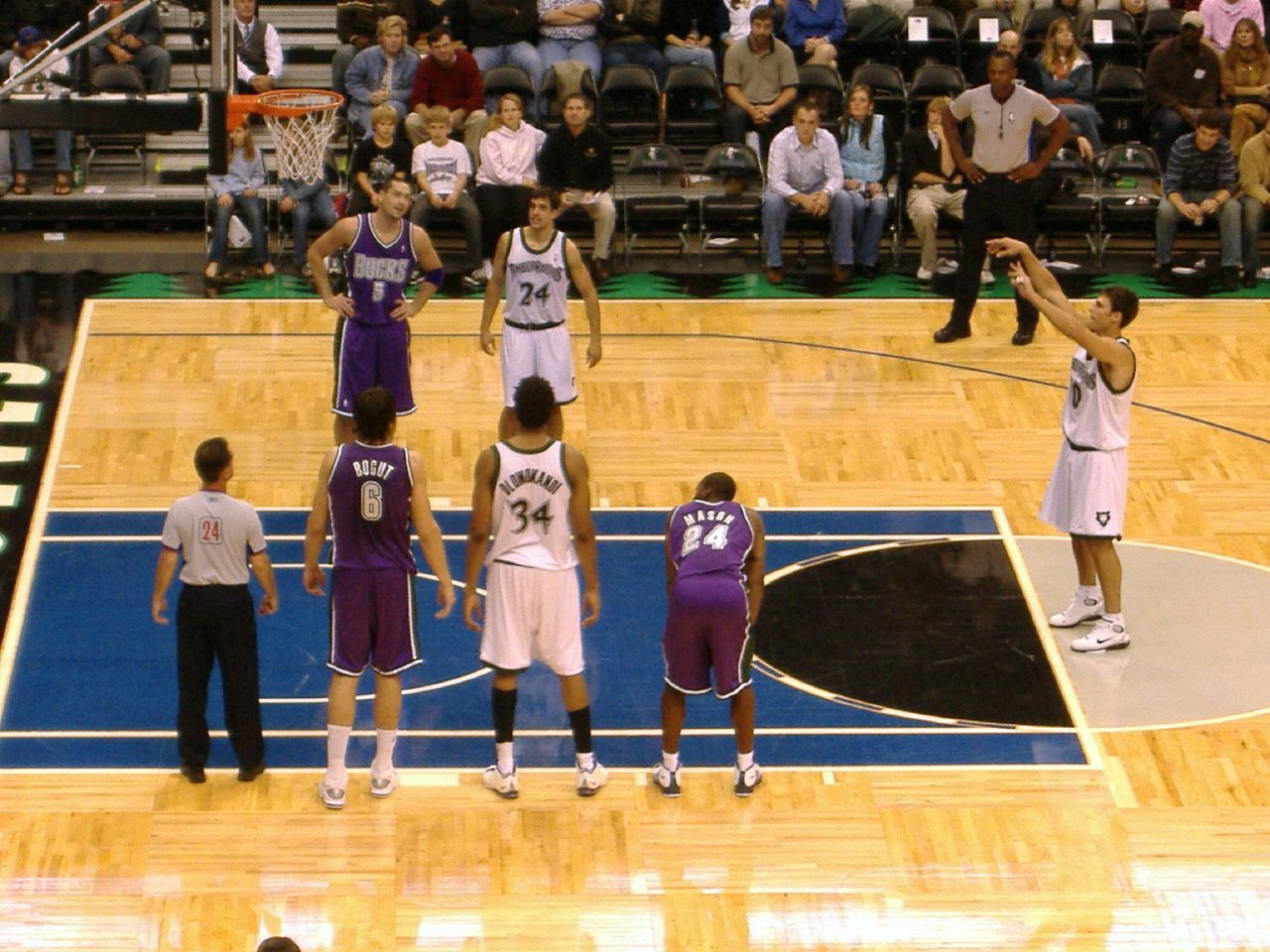
Tiro libre es un lanzamiento a canasta desde una línea situada a 4,60 metros del tablero que se produce como consecuencia de una falta personal o una falta técnica. Cada tiro libre anotado otorga un punto.

Una falta es una infracción que implica el contacto personal con un adversario o una conducta antideportiva. Si un equipo comete cuatro faltas en un período, todas las faltas personales defensivas que realice durante ese período serán sancionadas con dos tiros libres desde la línea de tiros libres de su zona, a 4,60 m de la canasta. También se efectuarán tiros libres cuando un jugador recibe una falta mientras se halla en acción de tiro, determinándose su número según la zona de puntuación en la que se encuentre (de 2 o 3 puntos). Si durante esa acción de tiro con falta la canasta se consigue, el cesto es válido y se concede un tiro adicional. Durante la ejecución del tiro libre, el jugador que está tirando no podrá pisar la línea; esto supondría que aunque entrase la canasta el tiro no sería válido, al igual que si uno de sus compañeros invadiese la zona antes de que el balón saliera de las manos del lanzador; por otra parte, si un rival entra en la zona antes de que el jugador suelte el balón, el tiro se repetirá en caso de que no haya entrado.
Falta personal (Art.34)Ocurre cuando un jugador entra en contacto ilegalmente con un adversario y le causa una desventaja u obtiene una ventaja del contacto. Se considera contacto ilegal aquel que se produce cuando uno de los jugadores no respeta el cilindro del otro jugador y se considera responsable del contacto al jugador que invade el cilindro del otro o sale del suyo para agarrar, empujar o impedir el avance de un adversario con cualquier parte de su cuerpo o incurre en juego brusco o violento. La penalización para una falta personal es un saque para el equipo contrario desde el punto más cercano en la línea de fondo o lateral, salvo las faltas de equipo que se expondrán más adelante. A la quinta falta —o sexta en la NBA— el jugador será eliminado.
Falta en ataqueSe produce cuando un jugador cuyo equipo tiene control de balón comete una falta personal al empujar o chocar contra el torso de un jugador que se encuentra en posición legal de defensa —con ambos pies en contacto con el suelo, encarado al atacante, dentro de su cilindro y desplazándose lateralmente o hacia atrás—. Si ese contacto causa una desventaja al defensor se sanciona falta del equipo con control de balón.
Falta antideportiva (Art.36)Una falta antideportiva es una falta de jugador que implica contacto y que, a juicio del árbitro, no constituye un esfuerzo legítimo de jugar directamente el balón dentro del espíritu y la intención de las reglas o bien, el contacto es de brusquedad excesiva. Se sanciona con dos tiros libres y posesión para el equipo contrario.
Falta técnicaFalta a un jugador o de un miembro del banquillo que no implica contacto, sino falta de cooperación o desobediencia deliberada o reiterada al espíritu de las reglas. La segunda falta técnica que se le pite a un mismo jugador contará como descalificante. Una falta técnica contará como falta personal, es decir, se sumará una falta al jugador al que le ha sido pitada la falta técnica, así como a las faltas de equipo. Se sanciona con un tiro libre.
Falta descalificanteUna falta descalificante es cualquier infracción antideportiva flagrante de un jugador, sustituto, jugador excluido, entrenador, ayudante de entrenador o acompañante de equipo que deberá abandonar el campo y no podrá establecer contacto visual con el mismo durante el resto del partido. Dos faltas antideportivas constituyen una falta descalificante. Después de una falta descalificante se conceden dos tiros libres y saque desde la prolongación de la línea central enfrente de la mesa de anotadores. Cabe mencionar que una falta descalificante puede conllevar también uno o varios partidos de suspensión según lo decida la organización de la competición.

## Características de la cancha, la canasta y el balón

Características de la cancha

### La cancha
El baloncesto se juega por lo general en una cancha cubierta, pero también se practica al aire libre como actividad recreativa. La superficie debe ser plana, rectangular y libre de obstáculos. Las dimensiones varían según el país o las reglas. Las medidas reglamentarias de la FIBA son 28 m de largo por 15 m de ancho. En los Estados Unidos, las ligas profesionales se juegan en pistas de 28,65 m de largo por 15,24 m de ancho, pero en las escuelas la longitud de la cancha es menor, 25,60 m. Las canchas cubiertas suelen estar revestidas por las líneas de banda y las líneas de fondo que, al igual que todas las líneas de la superficie de juego, miden 5 cm de ancho. El perímetro debe estar libre de obstrucciones hasta los dos metros de distancia. La línea de medio campo divide la cancha en dos mitades y parte un círculo central de 3,6 m de diámetro. Para cada equipo, el medio campo que contiene la canasta que se defiende se denomina medio campo defensivo y el medio campo que contiene la canasta en la que se pretende anotar se denomina medio campo ofensivo. En los extremos de la pista se sitúan los aros a 3,05 m de altura y adentrados 1,20 m dentro del campo de juego.
La línea de tiro libre, se traza paralela a las líneas de fondo, a 5,80 m de esta y a 4,60 m de la canasta. Un círculo de 3,6 m de diámetro rodea la línea de tiro libre. La zona restringida comprende el área de 4,9 m de anchura entre las líneas de fondo y de tiro libre. Según el reglamento de la FIBA en vigor desde octubre de 2010, la línea de tres puntos se encuentra situada a 6,75 m de distancia de la canasta, un valor intermedio entre el usado anteriormente en la NBA (7,24 m) y en Europa (6,25 m). Las nuevas reglas definen también un semicírculo de 1,25 m de radio bajo la canasta, en el que la carga ofensiva no se considera falta.

### El balón

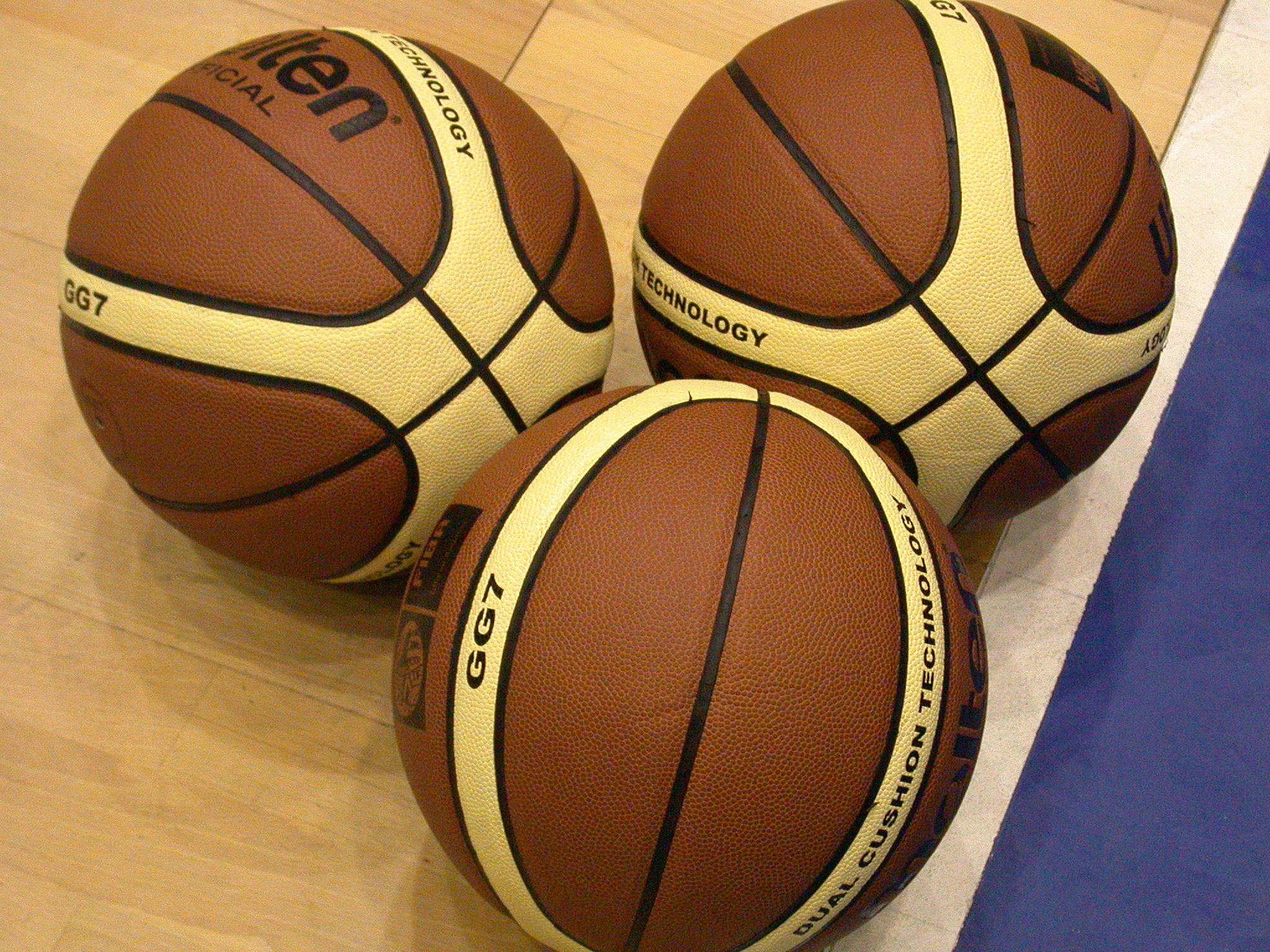
Balón oficial de la FIBA en la temporada 2004-2005

El balón de básquetbol es esférico. Puede estar hecho de diferentes materiales según se vaya a utilizar en canchas cubiertas o al aire libre. Normalmente los balones se fabrican en cuero, caucho o en materiales sintéticos. Para evitar que resbalen de las manos sudadas, presentan 9366 puntos que sobresalen de la superficie. Los balones tradicionales son de color naranja con líneas negras, pero pueden ser de otros colores para mejorar la visibilidad de la pelota tanto por parte de los jugadores como por el público.
Se utilizan balones de tres denominaciones correspondientes a tres tamaños y pesos diferentes según las categorías: el número 7 A (74-76 cm;610-567 g) utilizado para básquet masculino, el 6 A (73-72 cm; 567-510 g) para baloncesto femenino y el 5 A (70-69 cm; 510-470 g) para las categorías júnior. Además, se estipula que el balón ha de tener una presión tal que soltado desde 1,80 m de altura, bote entre 1,20 y 1,40 m de altura.

### La canasta

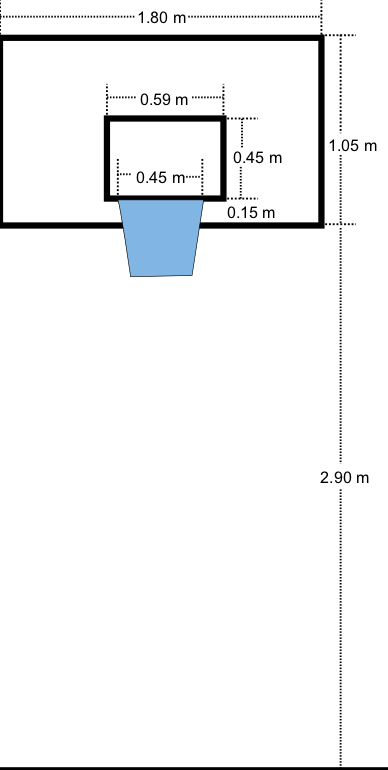
El poste y la canasta con medidas oficiales (el borde inferior de la imagen representa el suelo)

Las canastas se sitúan a ambos extremos de la cancha. El tablero que sostiene la canasta es un rectángulo de 1,05 × 1,8 m, con un grosor no inferior a los 30 mm y anclado al suelo por una base protegida. El aro de la canasta está situado a una altura de 3,05 m y debe tener un diámetro de 45 cm; sujeta por doce bucles del aro, pende una red cuyo diámetro disminuye gradualmente, utilizada para que el balón no salga a gran velocidad tras un enceste. Por encima de la canasta, en la parte inferior del tablero hay un rectángulo pintado de 59 cm x 45 cm que sirve para calcular el tiro.

## Indumentaria
El atuendo de un jugador de baloncesto debe ser ligero y permitir el movimiento. La vestimenta consta de una camiseta amplia y larga; inicialmente las camisetas estaban hechas de algodón, pero posteriormente se impusieron las fibras sintéticas. En la parte delantera aparece el logo del equipo y, en las ligas donde se autorice, la publicidad. En la parte trasera se encuentra el número y el nombre del jugador. La longitud del pantalón varía y puede llegar hasta la rodilla. Los calcetines suelen ser cortos y estilo deportivo.
Se suele usar una camiseta sin mangas y un pantalón corto hasta la rodilla (hasta 1990 se usaban pantalones cortos similares a los del fútbol). Por su parte, las damas suelen usar un atuendo enterizo.
El calzado debe ser cómodo y a la vez proteger contra esguinces y otras lesiones. Las zapatillas de básquetbol son de caña alta para proporcionar buen soporte al tobillo, y la suela suele estar acolchada con cámaras de aire para preservar la planta del pie. Las suelas deben facilitar el frenado.

## Fundamentos técnicos
Algunos movimientos de un jugador de baloncesto se denominan como fundamentales. Según un concepto estricto, los «fundamentos» son solamente cuatro: el bote, el pase, el tiro y los movimientos defensivos.
En esta lista no se incluyen otros movimientos que no se consideran estrictamente fundamentales, como el rebote, el bloqueo, etc., pero que representan también aspectos muy significativos de este deporte.

### Pase
El pase es la acción por la cual los jugadores de un mismo equipo intercambian el balón entre sí. Existen diferentes tipos entre los cuales se encuentran:
- De pecho: realizado sacando el balón desde la altura del pecho y llegar al receptor a la misma altura aproximadamente, en una trayectoria casi recta.

- Picado o de pique: al dar el pase se lanza el balón con la intención de que rebote antes de ser recibido para que sea más difícil cortarlo y más sencillo recibirlo.

- Por detrás de la espalda: como su nombre indica, es un pase efectuado por detrás de la espalda, con la mano contraria al lugar en el que se encuentra el futuro receptor.

- Por encima de la cabeza: se usa sobre todo por los pívots y al sacar un rebote. Como su nombre indica, se efectúa lanzando el balón desde encima de la cabeza fuertemente y con las dos manos.
- Alley-oop: el jugador lanza el balón cerca y a la altura de la canasta para que el compañero únicamente la acomode.

- Con el codo: popularizado por Jason Williams, el jugador golpea el balón por detrás de la espalda con el codo del brazo contrario de la dirección a la que va a ir el pase.

- Pase de mano a mano: se realiza cuando se tiene al compañero receptor muy cerca, de manera que recibe la pelota casi de manos del pasador. En el momento del pase, la mano que sirve la pelota, le da un pequeño impulso para que el otro jugador pueda recibirla.
- Pase de «béisbol»: consiste en un pase largo a una mano que sirve para recorrer grandes distancias y superar la defensa rápidamente durante un contraataque.

### Tiro a canasta

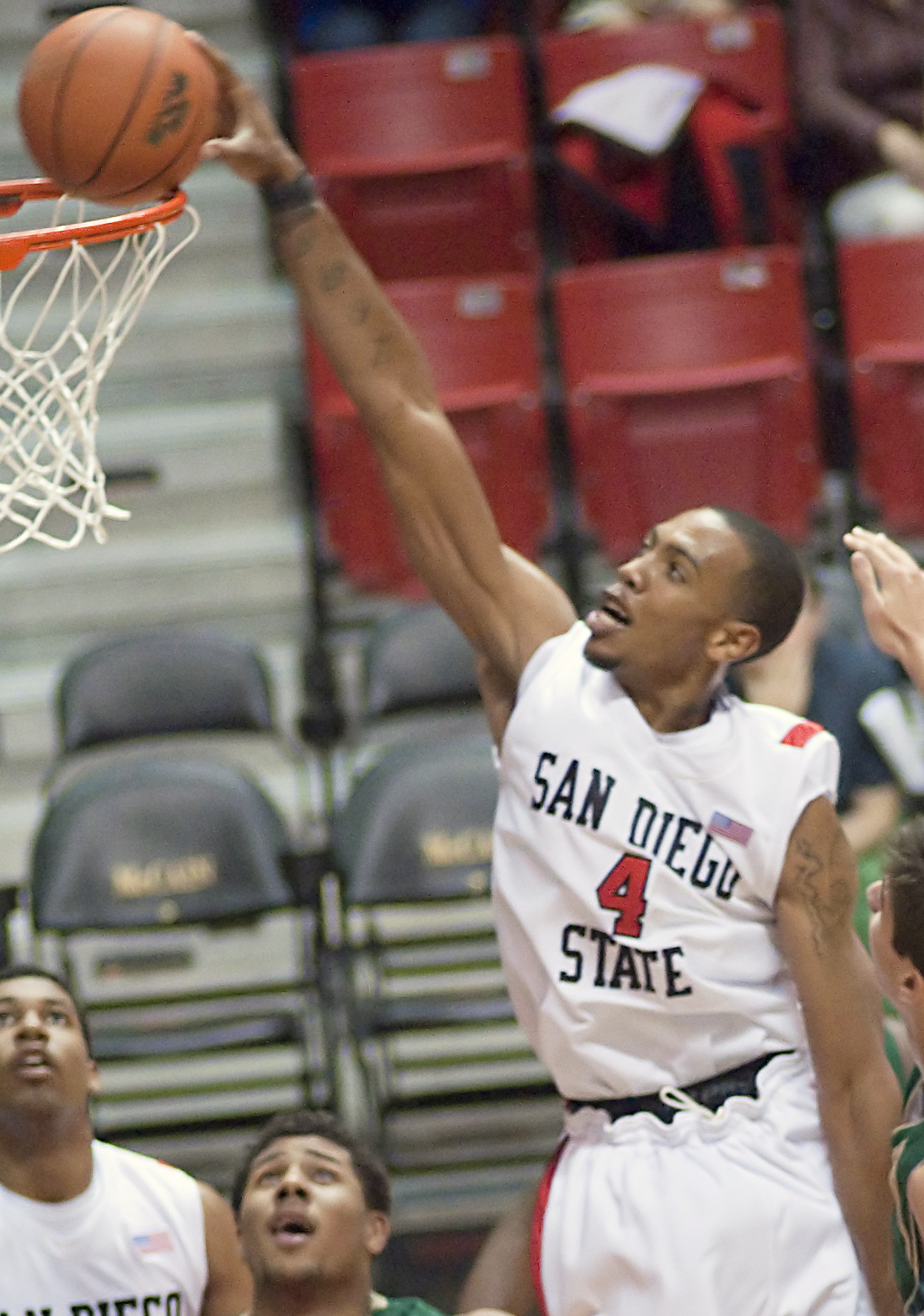
Un jugador de baloncesto realizando un mate

El tiro o lanzamiento es la acción por la cual un jugador intenta introducir el balón dentro del aro. Los tipos existentes son:
- Tiro en suspensión: Lanzamiento a canasta tras elevarse en el aire, apoyando el balón en una mano mientras se sujeta con la otra, finalizando el lanzamiento con un característico golpe de muñeca.
- Tiro libre: Lanzamiento desde la línea de tiros libres, después de una falta personal o una falta técnica.
- Bandeja o doble paso: Lanzamiento en carrera, con una sola mano, después de haber dado máximo dos pasos después de dejar de botar el balón.
- Mate o volcada: Similar a la bandeja, pero introduciendo el balón en la canasta de arriba abajo, con una o dos manos.
- Gancho: Lanzamiento con una única mano (extensión del brazo, movimiento ascendente, soltando el balón con un gesto de muñeca cuando el balón se encuentra por encima de la cabeza, la trayectoria del brazo dibuja un semi-arco, hombros alineados con el aro), es un tiro de corta distancia.

### Bote
Acción que consiste en que el jugador empuje el balón contra el suelo y este retorne a su mano. Existen diferentes tipos de bote que son:
- De control: En una posición sin presión defensiva, mientras el jugador manda un bote alto y fuerte a la altura de este mismo.
- De avance: Es el que se utiliza para desplazarse con el balón controlado. Se bota el balón ligeramente por delante y a un lado del jugador. En este tipo de bote la pelota sube hasta la altura de la cintura o un poco más arriba. La mano y el antebrazo acompañan el bote de la pelota en todo momento.
- De protección: Si la defensa presiona mucho, el jugador puede botar protegiendo el balón con el cuerpo, dando botes bajos para dificultar el llegar a robarlo.
- En velocidad: En carrera y con espacio por delante, el jugador lanza el balón hacia delante para correr con más velocidad.
- Bote de habilidad: Es un bote que se utiliza para hacer cambios de mano y salidas en el dribbling. Este bote es muy bajo, rápido y fuerte para evitar la intercepción por parte del defensor.
- Bote a dos manos: Bote que utilizan los jugadores interiores. En este bote se tira la pelota al suelo muy fuerte justo delante del jugador entre las piernas. El objetivo de este bote es ganar la posición cuando se está jugando en el poste. Solo se puede botar con dos manos el primer bote después de recibir la pelota.
- Bote lateral: Es un desplazamiento con la pelota lateralmente con el objetivo de abrir alguna línea de pase o encontrar alguna posibilidad de dribbling. El bote se realiza al lado del cuerpo.

### Defensa
La defensa en el básquet se realiza entre la persona que ataca y el aro, la posición defensiva consiste en flexionar ligeramente las rodillas y realizar desplazamientos laterales intentando robar el balón o evitando una acción de pase, tiro o intento de penetración a la canasta por parte de su rival.
En cuanto a los diferentes tipos de defensa «colectiva», que puede realizar un equipo encontramos:

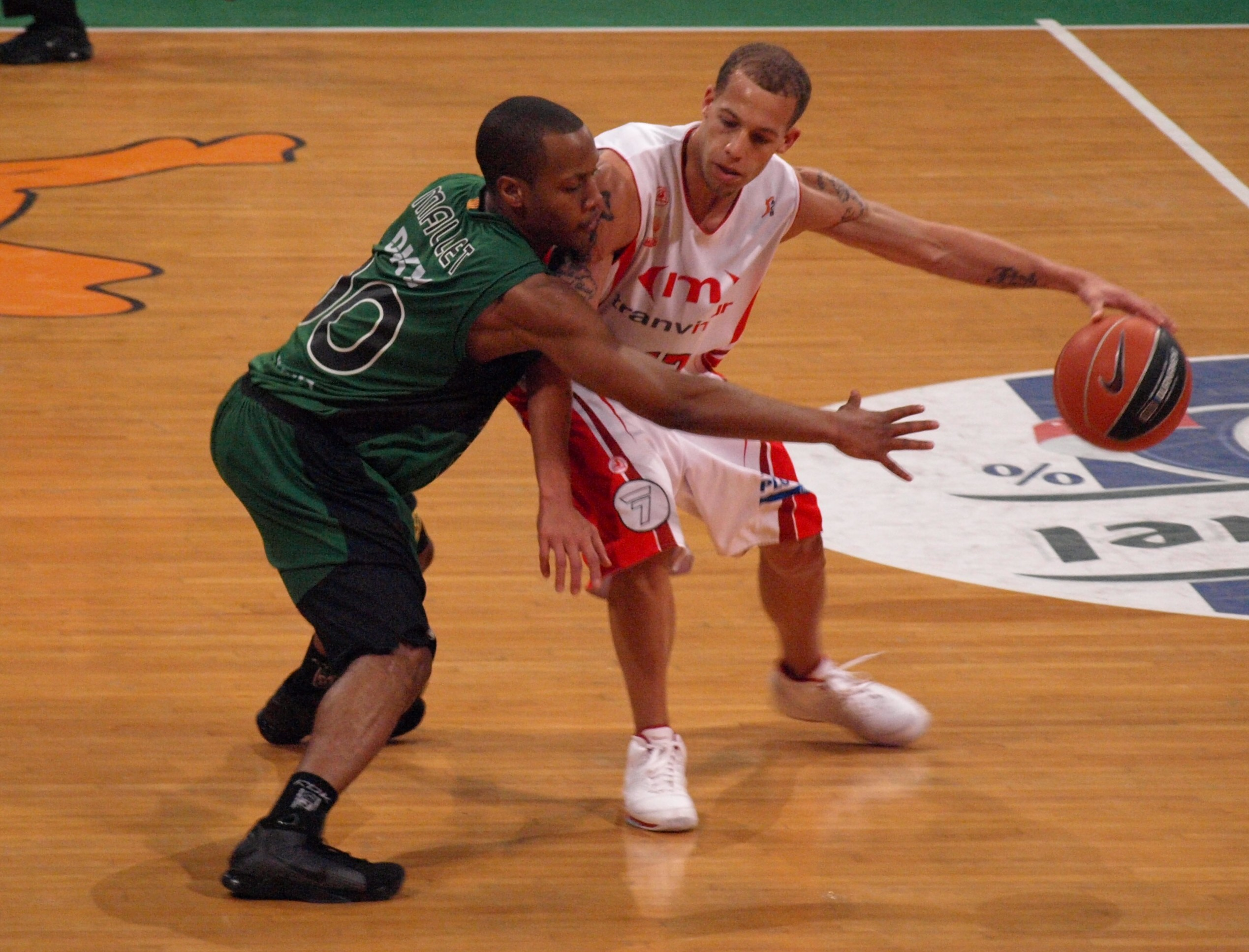
Defensa individual

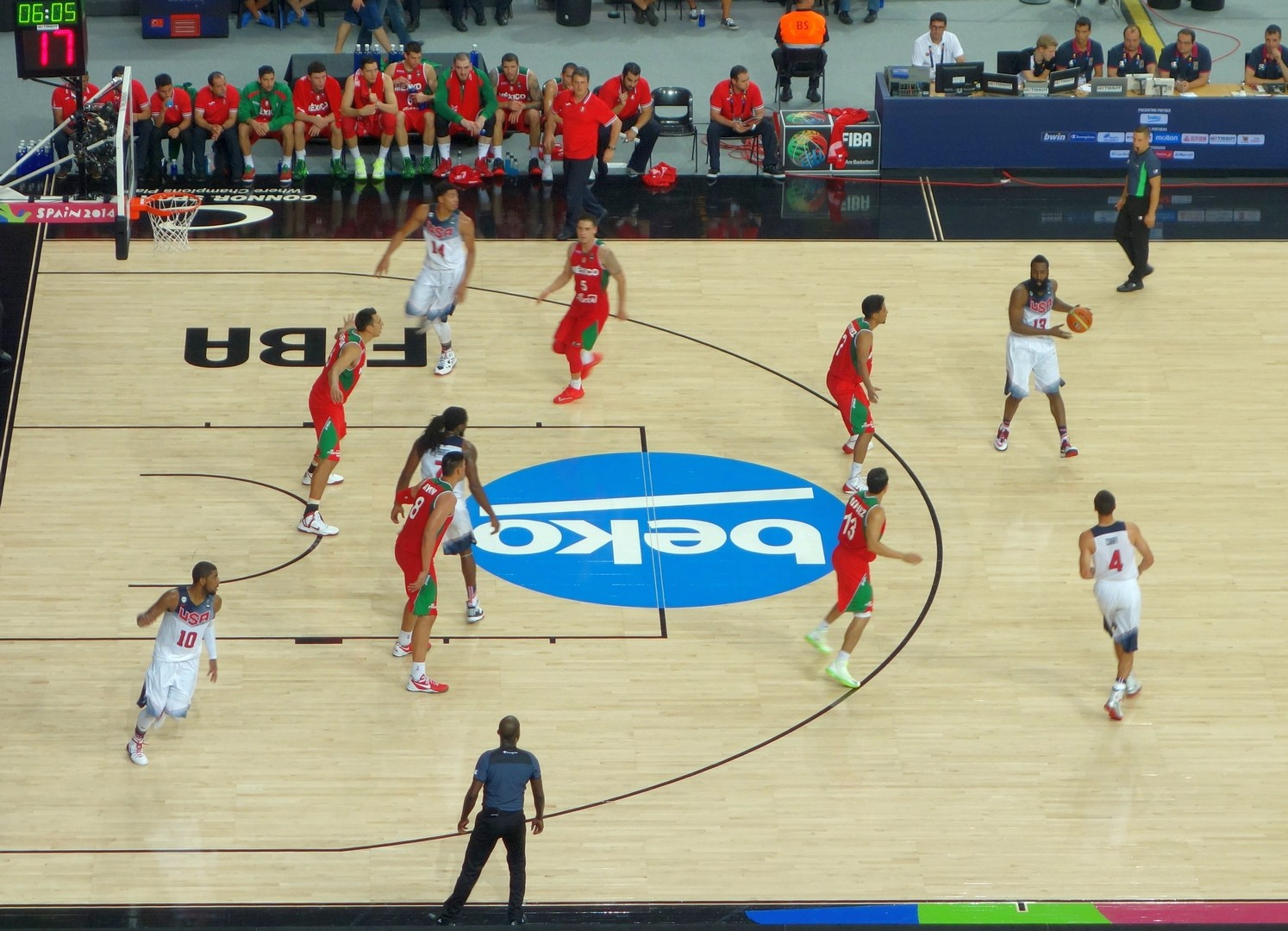
El equipo rojo está defendiendo en una defensa en zona

- Defensa individual, también conocida como defensa al hombre o defensa de asignación: Cada jugador marca a un oponente en concreto del equipo rival.
- Defensa en zonas: Cuando los jugadores que defienden no marcan uno a uno a sus oponentes de manera personal, se denomina que marcan en zona esperando a que lleguen los atacantes. Como el equipo dispone de cinco jugadores en la cancha las zonas posibles se nombran 2-3, 3-2, 1-3-1, 3-1-1, 2-1-2, 1-2-2, indicando la posición de los mismos.
- Defensa mixta: Sería una combinación de los dos tipos de defensas expuestas anteriormente.
- Presión: Es una defensa especial que se realiza cuando el equipo defensor adelanta a sus jugadores al campo contrario para dificultar el saque o el paso del balón por parte del rival a su campo (el equipo atacante solo tiene 8 segundos para pasar de su campo al del rival), se suele emplear en situaciones finales de un cuarto, de un partido o cuando es muy necesario recuperar el balón. Normalmente se aplica a toda o a 3/4 partes de la cancha aunque hay equipos que comienzan la presión en la mitad del campo.

## Competiciones internacionales
Las principales competiciones internacionales de selecciones nacionales son los Juegos Olímpicos y la Copa Mundial, que se celebran bajo los auspicios de la Federación Internacional de Baloncesto (FIBA), que también es la responsable de las reglas de juego y de la organización de campeonatos internacionales.
A nivel regional:
- Campeonato FIBA Américas, organizado por la Confederación Panamericana de Baloncesto.
- Juegos Panamericanos, en el que se enfrentan las mejores selecciones de América.
- Centrobasket, en el que se enfrentan las selecciones nacionales de México, América Central y el Caribe.
- Campeonato Sudamericano de Baloncesto, en el que se enfrentan todas las selecciones de América del Sur.
- Eurobasket, en el que se enfrentan las 16 mejores selecciones de Europa.

## FIBA
La Federación Internacional de Baloncesto se formó en 1932 por ocho países fundadores: Argentina, Checoslovaquia, Grecia, Italia, Lituania, Portugal, Rumania y Suiza. En aquella época, la FIBA se ocupaba de jugadores aficionados. En sus siglas en francés, la «A» quiere decir «amateur», aficionado.
Los primeros Campeonatos del Mundo masculinos se celebraron en 1950 en Argentina. Tres años más tarde, los primeros Campeonatos del Mundo femeninos se celebraron en Chile.
El baloncesto se incluyó por primera vez en los Juegos Olímpicos en 1936, aunque se celebró un torneo de demostración ya en 1904. Esta competición ha sido históricamente dominada por los Estados Unidos, cuyo equipo ha ganado todos los títulos excepto en cuatro ocasiones. La primera vez que un equipo de Estados Unidos fue derrotado en una final fue en la polémica final en los Juegos Olímpicos de Múnich 1972 contra la Unión Soviética, que se proclamó campeona.
El básquet femenino se añadió a los Juegos Olímpicos en 1976, con equipos como Brasil y Australia rivalizando con el equipo estadounidense.
La FIBA eliminó la diferenciación entre jugadores aficionados (amateurs) y profesionales en 1989, y en 1992, jugadores profesionales jugaron en los Juegos Olímpicos por primera vez. El dominio histórico de los Estados Unidos reverdeció con este «Dream Team». Sin embargo, otros países han demostrado niveles similares al de los Estados Unidos. El equipo estadounidense compuesto íntegramente por jugadores de la NBA acabó sexto en los Campeonatos Mundiales de 2002 en Indianápolis, por detrás de Yugoslavia, Argentina, Alemania, Nueva Zelanda y España. En los Juegos Olímpicos de 2004, el campeón fue Argentina y segunda Italia, quedando los Estados Unidos en tercer lugar. También en los Campeonatos Mundiales de Japón 2006, España quedó como campeona y Grecia como subcampeona, quedando así los EE. UU. en tercer lugar.
Las principales competiciones de baloncesto en silla de ruedas para selecciones nacionales son los Juegos Paralímpicos y los Campeonatos Mundiales, que se celebran bajo los auspicios de la Federación Internacional de Baloncesto en Silla de Ruedas (IWBF), que también es la responsable de las reglas de juego y de la organización de campeonatos continentales.

## Variaciones del baloncesto

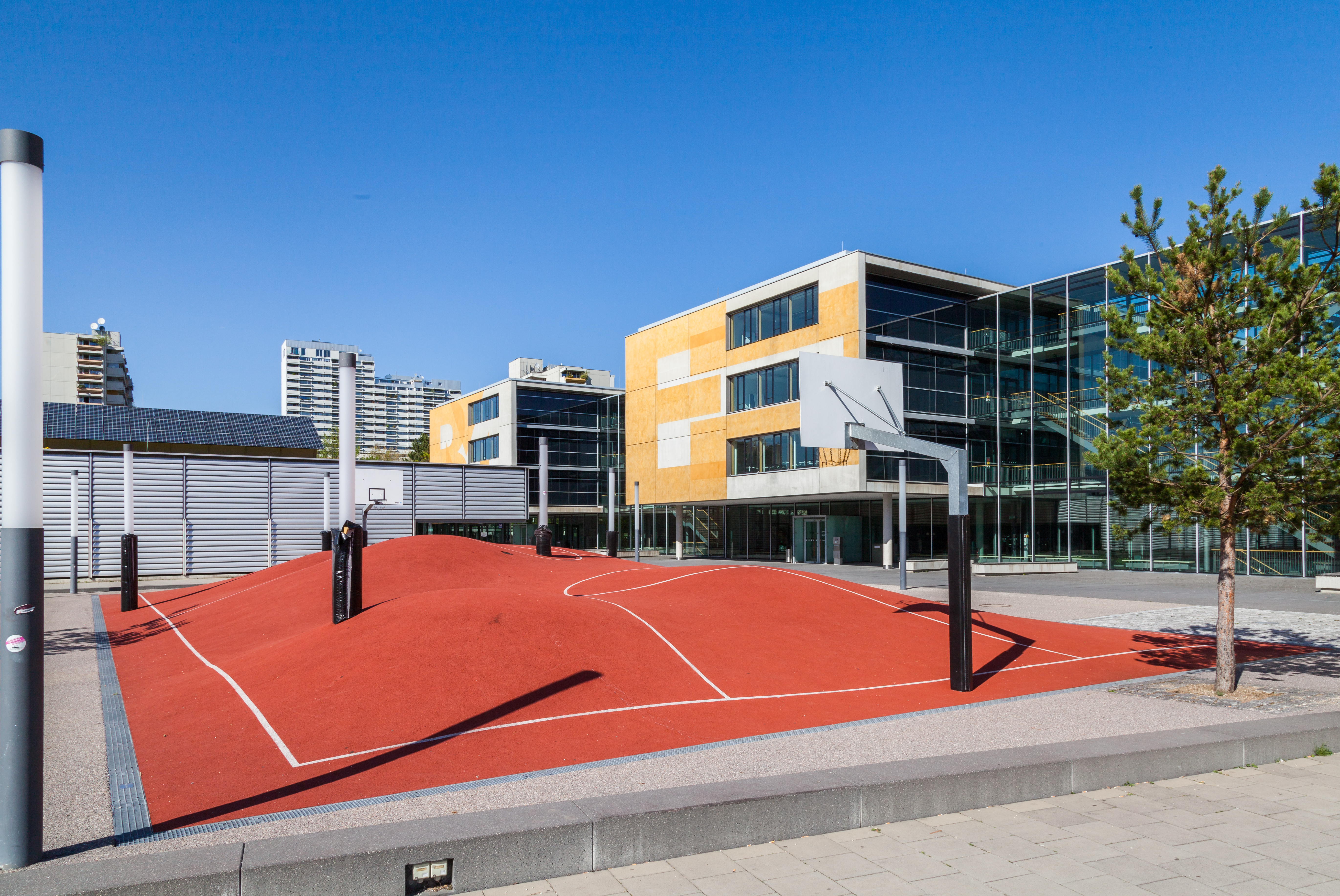
Cancha de baloncesto con relieve.

Son los juegos o actividades basadas en el juego del baloncesto, en las cuales el jugador utiliza habilidades básicas del básquet. Algunas no son más que variaciones, mientras que otras ya son deportes distintos. Otras variaciones incluyen juegos de niños, ejercicios para que el jugador mejore alguna de sus habilidades, las que pueden o no tener un componente de competitividad. La mayoría son jugadas sin árbitros, y sin una sujeción fuerte a las reglas.
Una de las variaciones que está cobrando mayor popularidad es el streetball de Estados Unidos. El equipo más popular de esta competencia es AND1 con jugadores como «Hot Sauce» y «Helicopter» (o Helicóptero). Entre las variaciones están que se puede enviar el balón por encima de los hombros y se pueden usar los pies como si fuera fútbol. También es posible moverse rodando el balón en vez de botarlo. También existe el clásico «21» que contiene las mismas reglas del baloncesto profesional solo que más rudo y que se juega en una mitad de la cancha, gana el primero que anota 21 puntos. Desde 2008 esta modalidad se fue reglamentando, formando así el Baloncesto 3x3, variante que ha tomado parte en distintos eventos y ya está incluida dentro de FIBA.